# Chiến dịch Overlord (1944)
Chiến dịch Overlord, hay Cuộc tập trận Hornpipe, là mật danh của Trận Normandie, một chiến dịch quân sự quy mô lớn của quân đội Đồng Minh tại miền Bắc nước Pháp trong Chiến tranh thế giới thứ hai. Overlord được mở màn vào ngày 6 tháng 6 năm 1944 bằng các cuộc đổ bộ lớn vào các bãi biển ở vùng Normandie, có mật danh là Chiến dịch Neptune (Ngày D). Đây là chiến dịch tấn công từ biển vào đất liền lớn nhất trong lịch sử, với sự góp mặt của hơn 1.200 máy bay, hơn 5.000 tàu chiến các loại và gần 160.000 binh lính Đồng Minh tham gia đổ bộ trong ngày đầu tiên, tức ngày 6 tháng 6 năm 1944, và có hơn 2.000.000 binh lính Đồng Minh đã có mặt tại Pháp tính đến thời điểm cuối tháng 8 năm 1944.
Quyết định vượt biển để thực hiện một cuộc đổ bộ vào châu Âu trong năm 1944 đã được nêu ra tại Hội nghị Trident tại Washington, tháng 5 năm 1943. Phe Đồng Minh ban đầu dự định sẽ độ bộ vào ngày 1 tháng 5 năm 1944, và bản thảo về chiến dịch đã được chấp thuận tại Hội nghị Quebec vào tháng 8 năm 1943. Đại tướng Dwight D. Eisenhower được bổ nhiệm làm Tư lệnh Tối cao của Bộ chỉ huy Tối cao Lực lượng Viễn chinh Đồng Minh (SHAEF) và Thống chế Bernard Montgomery được bộ nhiệm làm chỉ huy Cụm tập đoàn quân số 21, bao gồm toàn bộ lực lượng mặt đất sẽ tham gia vào chiến dịch xâm lược. Vùng biển Normandie ở phía tây bắc nước Pháp được chọn làm khu vực đổ bộ. Các đơn vị của Hoa Kỳ sẽ đổ bộ vào các bãi biển có định danh là Utah và Omaha, các đơn vị Anh sẽ đổ bộ vào bãi Sword và Gold, và quân đội Canada sẽ phụ trách bãi Juno. Để đáp ứng các điều kiện hình thành đầu cầu đổ bộ ở Normandie, quân đội Đồng Minh đã phát triển nhiều loại công nghệ đặc biệt, trong đó có cảng nhân tạo Mulberry và các lực lượng xe chuyên dụng đặc biệt, được biết đến qua cái tên "Những gã hề của Hobart" (Hobart's Funnies). Vài tháng trước chiến dịch, quân đội Đồng Minh đã tiến hành Chiến dịch Bodyguard, một chiến dịch đánh lạc hướng nhằm đánh lừa quân Đức về thời gian và địa điểm của một cuộc đổ bộ lớn của quân Đồng Minh, trong đó có Chiến dịch Fortitude, được lập ra để đánh lạc hướng Bộ chỉ huy Tối cao Đức khỏi khu vực Normandie. Theo chỉ đạo của Adolf Hitler, Thống chế Erwin Rommel được giao nhiệm vụ giám sát việc xây dựng và nâng cấp hệ thống phòng thủ Bức tường Đại Tây Dương kéo dài từ Hà Lan tới Cherbourg, và được bổ nhiệm là chỉ huy Cụm tập đoàn quân B mới được thành lập.
Quân Đồng Minh đã không hoàn thành được các mục tiêu đề ra trong ngày đầu tiên, nhưng đã tạo được một tiền đề vững chắc để có thể giúp họ tiến công và mở rộng phạm vi kiểm soát trong những tháng tiếp theo. Quân Đồng Minh chiếm thành công thành phố cảng Cherbourg vào ngày 26 tháng 6 và kiểm soát được thành phố chiến lược Caen vào ngày 21 tháng 7. Cuộc phản công của quân đội Đức Quốc Xã vào ngày 8 tháng 8 bị thất bại, và khiến hơn 50.000 binh sĩ Đức thuộc Tập đoàn quân số 7 bị mắc kẹt tại Falaise. Quân đội Đồng Minh sau đó mở chiến dịch đổ bộ lớn thứ hai tại khu vực Địa Trung Hải vào miền Nam nước Pháp, có mật danh là Chiến dịch Dragoon, vào ngày 15 tháng 8 và giải phóng Paris thành công vào ngày 25 tháng 8. Quân Đức buộc phải rút lui về phía đông dọc theo Sông Seine vào ngày 30 tháng 8 năm 1944, đánh dấu sự kết thúc của Chiến dịch Overlord.

## Sự chuẩn bị của quân Đồng Minh
Tháng 6 năm 1940, Quốc trưởng Đức Quốc Xã Adolf Hitler đã coi sự sụp đổ của nước Pháp là "chiến thắng vĩ đại nhất trong lịch sử". Hơn 338.000 binh sĩ Đồng Minh (phần lớn thuộc Lực lược Viễn chinh Anh – BEF) đã được di tản khỏi khu vực Dunkirk ở miền bắc nước Pháp về Anh từ ngày 27 tháng 5 tới ngày 4 tháng 6. Các nhà hoạch định chiến lược của Anh đã báo cáo với Thủ tướng Winston Churchill vào ngày 4 tháng 10 rằng, ngay cả khi có sự giúp đỡ của Khối Thịnh vượng chung và Hoa Kỳ, họ vẫn không đủ sức để lấy lại chỗ đứng tại Châu Âu trong tương lai gần. Sau khi quân đội Phát xít mở cuộc xâm lược vào Liên Xô vào tháng 6 năm 1941, nhà lãnh đạo Liên Xô Joseph Stalin bắt đầu yêu cầu các nước Đồng Minh phương Tây mở một mặt trận thứ hai ở Tây Âu. Churchill nhanh chóng từ chối vì Churchill cảm thấy rằng ngay cả khi có sự giúp đỡ của người Mỹ, người Anh vẫn không có đủ lực lượng để thực hiện một chiến dịch lớn như vậy, và ông không muốn lặp lại những cuộc tấn công gây nhiều thương vong và tốn kém như Trận Somme và Passchendaele trong Thế chiến thứ nhất. Hai kế hoạch dự kiến, Chiến dịch Roundup và Chiến dịch Sledgehammer, đã được đệ trình vào năm 1942–1943, nhưng cả hai đều được người Anh coi là phi thực tế và ít có khả năng thành công. Thay vào đó, quân đội Đồng Minh đã mở rộng hoạt động của họ tại khu vực Địa Trung Hải, bắt đầu bằng việc phát động cuộc đổ bộ vào Bắc Phi vào tháng 11 năm 1942, đổ bộ vào Sicily vào tháng 7 năm 1943 và đổ bộ vào Ý trong tháng 9 năm 1943. Các chiến dịch này đã cung cấp cho quân Đồng Minh nhiều kinh nghiệm quý báu về chiến tranh đổ bộ.
Trong Hội nghị Trident, được tổ chức tại Washington vào tháng 5 năm 1943, Churchill lên tiếng ủng hộ việc tập trung nguồn lực để tấn công vào Đức từ khu vực Địa Trung Hải, nhưng bị Tổng thống Roosevelt từ chối vì ông lo ngại rằng việc đó sẽ làm chậm tiến độ tái chiếm nước Pháp. Sau cùng, các bên đã đồng ý sẽ vượt Eo biển Manche để tiến hành một chiến dịch đổ bộ lớn ở Pháp trong năm tiếp theo, tức năm 1944. Các kế hoạch ban đầu được đưa ra trong hội nghị bị từ chối do số lượng tàu đổ bộ hiện giờ có hạn, và phần lớn lại đang tập trung cho các chiến dịch ở Địa Trung Hải và Thái Bình Dương. Do đó, Trung tướng Frederick E. Morgan đã được bổ nhiệm làm Tham mưu trưởng Tư lệnh Tối cao Đồng Minh châu Âu (COSSAC), và bộ tham mưu Anh–Mỹ dưới sự chỉ đạo của ông được thành lập để xây dựng lại chiến dịch đổ bộ. Sau sự thất bại ở Dieppe ngày 19 tháng 8 năm 1942, quân Đồng Minh quyết định sẽ không đổ bộ trực tiếp vào các bến cảng được bảo vệ nghiêm ngặt tại Pháp. Thất bại tại Dieppe cũng giúp các nhà chỉ huy Đồng Minh thấy được tầm quan trọng của việc có đầy đủ pháo binh và không quân hỗ trợ, đặc biệt là yểm trợ trên không tầm gần, và các tàu chuyên dụng có thể di chuyển cực kỳ gần bờ.
Các nhà chỉ huy Đồng Minh bắt đầu xem xét kỹ lưỡng bốn địa điểm để thực hiện cuộc đổ bộ: Brittany, Bán đảo Cotentin, Normandie và Pas-de-Calais. Do Brittany và Cotentin là các bán đảo, lực lượng đổ bộ tại đây có thể dễ dàng bị quân Đức chia cắt và cô lập tại một khu vực tương đối hẹp, nên hai khu vực này đã bị loại bỏ. Pas-de-Calais, do là khu vực có vị trí ở lục địa Châu Âu gần với nước Anh nhất, và là vị trí đặt các bãi phóng tên lửa V-1 và V-2, nên nó cũng được người Đức coi là địa điểm đổ bộ hợp lý nhất và được tăng cường quân bảo vệ nghiêm ngặt nhất. Dù quân Đồng Minh có quyết định đổ bộ vào Pas-de-Calais, họ sẽ khó có thể thực hiện các chiến dịch tiến sâu vào trong đất liền một cách hiệu quả do khu vực này được bao phủ bởi nhiều hệ thống sông và kênh đào. Trong khi đó, Normandie, nếu quân Đồng Minh thực hiện cuộc đổ bộ tại đây, họ có thể đe dọa trực tiếp tới khu cảng ở Cherbourg, các cảng ven biển xa hơn ở phía tây Brittany, và có thể tiến hành một cuộc tiến công về Paris và cuối cùng là vào Đức. Do đó, Normandie đã được chọn làm địa điểm đổ bộ chính thức. Điểm bất cập duy nhất tại khu vực ven biển Normandie là sự vắng mặt của các hệ thống cảng biển, và điều đó sẽ được khắc phục bằng các bến cảng nhân tạo Mulberry.
COSSAC dự kiến sẽ bắt đầu chiến dịch đổ bộ vào Normandie vào ngày 1 tháng 5 năm 1944, có mật danh là Chiến dịch Overlord, sau khi bản thảo về chiến dịch này đã được chấp thuận tại Hội nghị Quebec vào tháng 8 năm 1943. Đại tướng Dwight D. Eisenhower được bổ nhiệm làm Tư lệnh Tối cao của Lực lượng Viễn chinh Đồng Minh (SHAEF) và Thống chế Bernard Montgomery được bộ nhiệm làm chỉ huy Cụm tập đoàn quân số 21, bao gồm toàn bộ lực lượng mặt đất sẽ tham gia vào chiến dịch xâm lược. Ngày 31 tháng 12 năm 1943, Eisenhower và Montgomery xem qua bản thảo đầu tiên của chiến dịch, sẽ bao gồm ba sư đoàn bộ binh và 2/3 lực lượng của một sư đoàn không vận để thực hiện cuộc đổ bộ. Hai vị tướng lập tức đề nghị mở rộng quy mô lực lượng lên năm sư đoàn bộ binh và ba sư đoàn không vận, để có thể tiến hành chiến dịch trên mặt trận rộng hơn. Quy mô mặt trận được tăng lên từ 40 kilomét lên 80 kilomét, sẽ giúp việc vận chuyển binh lính, trang thiết bị và hàng hóa lên bờ nhanh hơn, và sẽ khiến quân Đức khó triển khai phòng thủ và đẩy nhanh tiến độ chiếm đóng cảng ở Cherboug. Việc mở rộng chiến dịch đồng nghĩa với việc quân Đồng Minh cần phải có thêm nhiều xuồng đổ bộ hơn, do vậy, chiến dịch đổ bộ đã phải hoãn lại đến tháng 6. Theo kế hoạch chính thức, có tổng cộng 39 sư đoàn của quân Đồng Minh sẽ tham gia đổ bộ vào Chiến dịch Overlord, bao gồm 22 sư đoàn của Hoa Kỳ, 12 sư đoàn của Anh, ba sư đoàn của Canada, một sư đoàn của Ba Lan và một sư đoàn của Pháp Tự Do, với quân số tổng cộng là hơn một triệu người.

### Kế hoạch của quân Đồng Minh

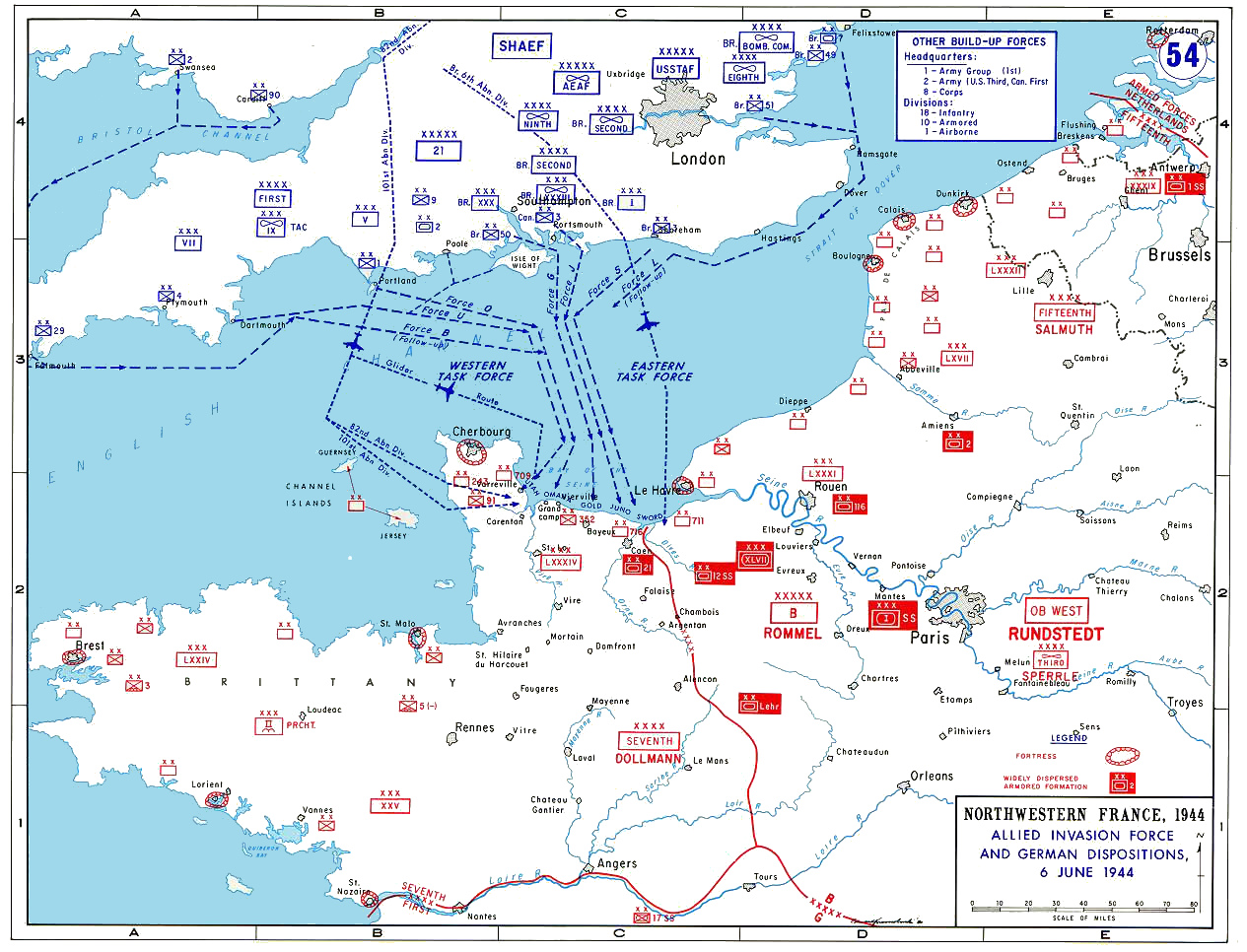
Lộ trình di chuyển của các đơn vị Đồng Minh trong Ngày D

Overlord được lấy làm tên cho chiến dịch xâm lấn và đánh chiếm lớn tại khu vực Normandie, nhằm thành lập một mặt trận chống Phát xít quy mô lớn tại Châu Âu. Giai đoạn đầu tiên là chiến dịch đổ bộ đường biển kết hợp đường không nhằm thiết lập một bàn đạp vững chắc để tiến sâu vào trong đất liền, có mật danh là Chiến dịch Neptune. Để tạo thế thượng phong trên bầu trời nhằm đảm bảo cho sự thành công của chiến dịch, quân Đồng Minh đã tiến hành một chiến dịch ném bom lớn, có mật danh Chiến dịch Pointblank, nhằm vào các nhà máy sản xuất máy bay, khu cung ứng nhiên liệu, và sân bay của Đức. Ngoài ra, một chiến dịch đánh lạc hướng quân Đức, có mật danh là Chiến dịch Bodyguard, đã được quân Đồng Minh tiến hành suốt nhiều tháng trước Chiến dịch Overlord để ngăn Đức biết được thời gian và vị trí thực của Chiến dịch Overlord.
Khu vực bờ biển của Normandie được chia thành 17 phân khu, với định danh theo bảng chữ cái – từ Able (A) ở phía tây Omaha tới Roger (R) ở sườn phía đông của Sword. Utah ban đầu được định danh là "Yoke" và Omaha là "X-ray" theo bảng chữ cái phiên âm. Tên của hai bãi biển sau được đổi lại thành "Utah" và "Omaha" theo gợi ý của tướng Bradley. Thêm tám khu vực đổ bộ nữa được thêm vào khi Bộ chỉ huy mở rộng kế hoạch đổ bộ, bao gồm cả Utah. Các phân khu sẽ được chia thành các bãi biển được xác định bằng các màu Xanh lá cây (Green), Đỏ (Red) và Trắng (White).

Bản đồ ghi lại vị trí bãi đổ bộ và các đơn vị đổ bộ trong Ngày D của Chiến dịch Neptune.

Mục tiêu chính ban đầu của Overlord là chiếm giữ bốn thị trấn chiến lược là Carentan, Isigny, Bayeux, và Caen. Chiến dịch sẽ được mở màn bằng các cuộc đổ bộ của lính dù Đồng Minh gần khu vực Caen, ở sườn phía đông khu vực đổ bộ, để kiểm soát các cây cầu trên Sông Orne, và phía bắc Carentan ở sườn phía tây. Quân Mỹ sẽ đổ bộ lên hai bãi biển có định danh là Utah và Omaha, sau đó chiếm Carentan và Saint-Lô trong ngày đầu tiên, sau đó cô lập Bán đảo Cotentin và cuối cùng chiếm hệ thống cảng tại Cherbourg. Quân Anh ở hai bãi biển Gold và Sword, và quân Canada ở Juno, sẽ bảo vệ sườn phía đông của Mỹ và thiết lập các sân bay dã chiến gần Caen trong ngày đầu tiên. Việc chiếm giữ Caen và các khu vực lân cận sẽ giúp lực lượng Anh–Canada hình thành một chỗ đứng vững chắc để có thể tiến quân về phía nam đánh chiếm thị trấn Falaise. Một khu hành lang rộng lớn sẽ được thiết lập sau khi toàn bộ các đơn vị tại năm bãi đổ bộ hội quân được với nhau, sau đó sẽ tiến công đánh chiếm các khu vực ở phía bắc Avranches-Falaise trong ba tuần đầu tiên của chiến dịch. Sau đó, quân đội Đồng Minh sẽ rẽ trái để tiến công về khu vực Sông Seine.
Hạm đội đổ bộ được chỉ huy bởi Đô Đốc Bertram Ramsey và được chia thành hai lực lượng tác chiến: Lực lượng Đặc nhiệm Hải quân phía Tây (chỉ huy bởi Đô đốc Alan G. Kirk) chịu trách nhiệm hỗ trợ các bãi đổ bộ của người Mỹ, và Lực lượng Đặc nhiệm Hải quân phía Đông (chỉ huy bởi Đô đốc Philip Vian) sẽ phụ trách bãi đổ bộ của người Anh và Canada. Tập đoàn quân số 1 Hoa Kỳ, được chỉ huy bởi Trung tướng Ormar Bradley, bao gồm hai nhóm chính: Quân đoàn VII sẽ đổ bộ vào Bãi Utah và Quân đoàn V sẽ đổ bộ vào Bãi Omaha. Trung tướng Miles Dempsey được giao quyền chỉ huy Tập đoàn quân số 2 Anh Quốc: Quân đoàn XXX có nhiệm vụ đổ bộ vào Bãi Gold, Bãi Sword và Juno sẽ do Quân đoàn I đảm nhiệm. Toàn bộ lực lượng trên bộ sẽ được đặt dưới sự chỉ huy của Thống chế Montgomery.

### Nhiệm vụ trinh sát

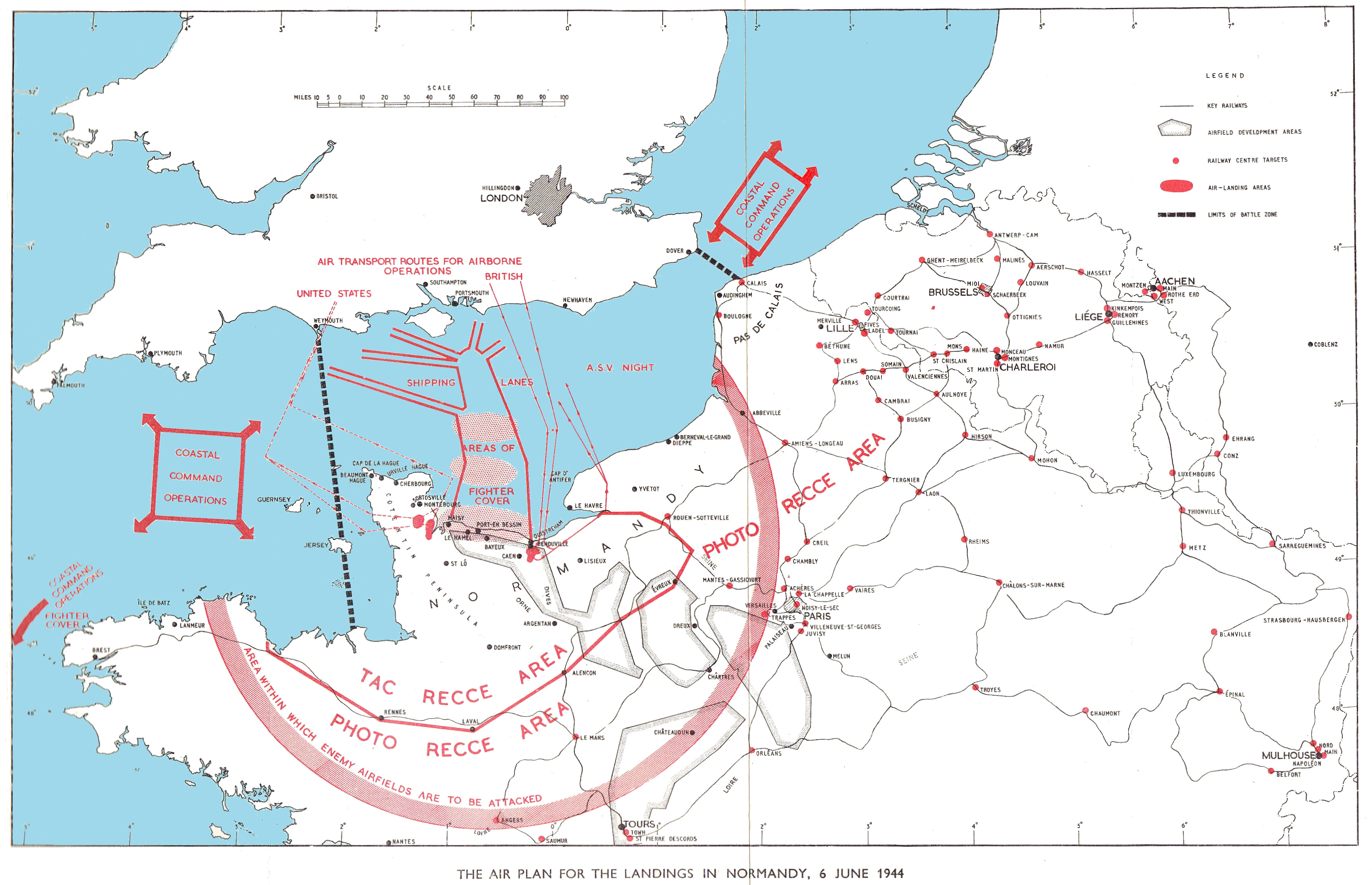
Nhiệm vụ và tầm hoạt động của Không quân Đồng Minh tại khu vực Normandie, Pháp.

Lực lượng Không quân Viễn chinh Đồng Minh (AEAF) đã thực hiện hơn 3.200 phi vụ trinh sát từ tháng 4 năm 1944 tới ngày bắt đầu Chiến dịch Overlord. Những bức ảnh về vùng biển miền bắc nước Pháp được chụp ở độ cao cực kỳ thấp để có thể giúp các sĩ quan Đồng Minh xác định được đặc điểm địa hình và cách quân Đức bố trí hệ thống chướng ngại vật và lô cốt phòng thủ. Để tránh việc làm lộ kế hoạch với quân Đức, các phi vụ trinh sát đã được thực hiện trên toàn bộ đường bờ biển của Châu Âu. Các khu vực trong đất liền, những cây cầu, doanh trại, và các tòa nhà cũng được chụp lại từ nhiều góc độ để có thể cung cấp cho quân Đồng Minh càng nhiều thông tin càng tốt.
Nhiều thông điệp vô tuyến của Đức được mã hóa bằng máy Enigma và các kỹ thuật mã hóa khác, và các đoạn mã này thường xuyên được thay đổi. Một nhóm phá mã làm việc tại Bletchley Park đã làm việc cật lực để bẻ các đoạn mã càng nhanh càng tốt để cung cấp cho quân Đồng Minh về kế hoạch và sự di chuyển quân của người Đức. Tình báo quân đội Anh đã đặt tên việc phá mã này là Ulta, do các đoạn thông tin được giải mã này chỉ được chuyển tới các cấp chỉ huy cao nhất của quân đội Đồng Minh. Những đoạn thông tin của Thống chế Gerd von Rundstedt – Chỉ huy trưởng Mặt trận phía Tây, được mã hóa bằng máy Enigma, đã bị tình báo Đồng Minh giải mã thành công từ cuối tháng 3 năm 1944. Tình báo Đức Quốc Xã đã thay đổi các đoạn mã Enigma ngay sau khi quân Đồng Minh đổ bộ vào ngày 6 tháng 6, nhưng tình báo Đồng Minh đã tìm ra cách phá được các đoạn mã hóa mới của người Đức chỉ hơn một tuần sau đó.

### Phát triển công nghệ

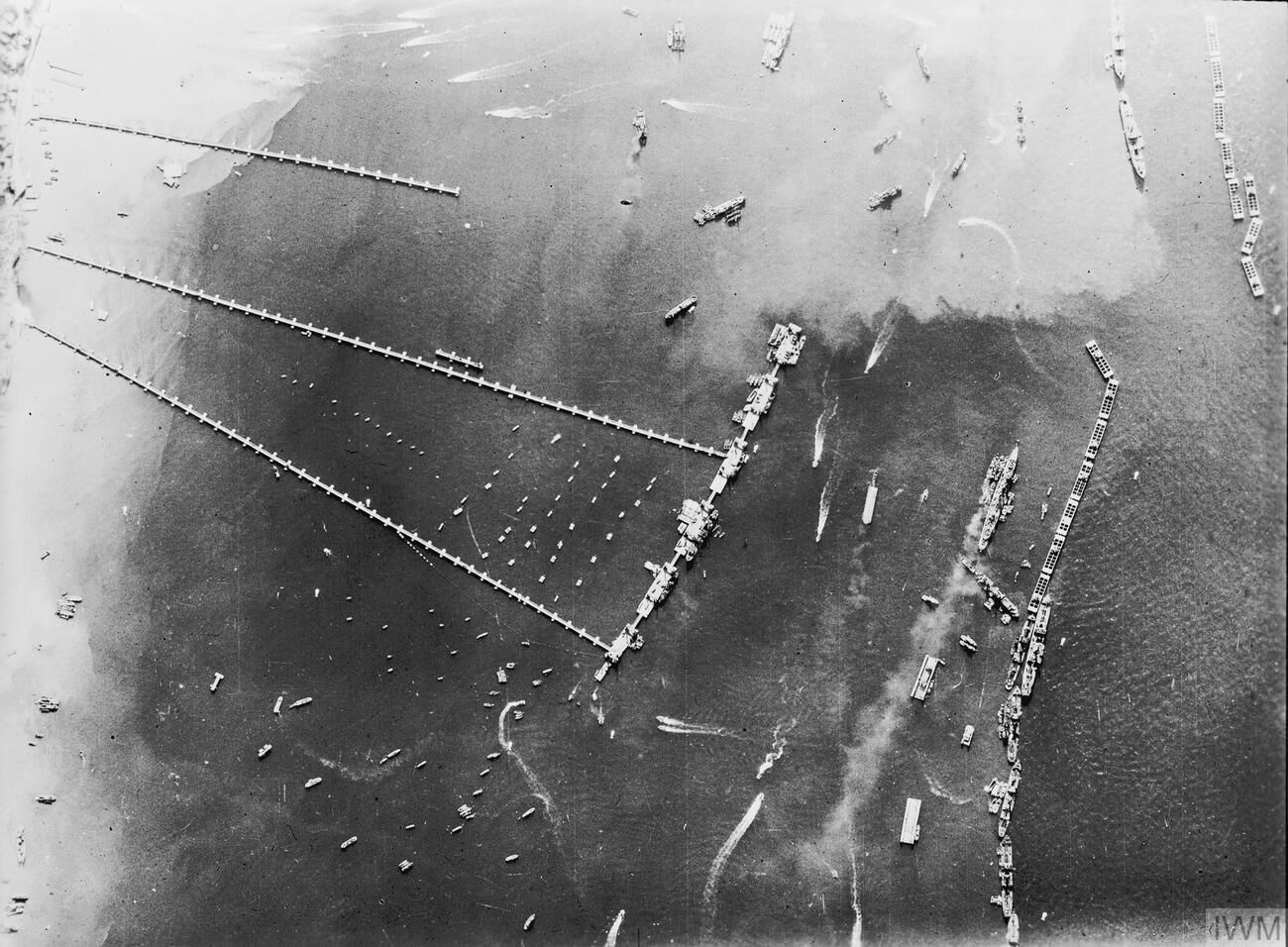
Cảng nhân tạo 'Mulberry B' tại khu vực Arromanches, 27 tháng 10 năm 1944.

Sau thảm họa tại Dieppe, quân đội Đồng Minh đã phát triển các loại công nghệ, trang thiết bị và vũ khí mới để đảm bảo sự thành công hoàn toàn của Chiến dịch Overlord. Để hỗ trợ các cuộc pháo kích hải quân và oanh tạc sơ bộ, nhiều tàu đổ bộ đã được cải tiến để trang bị pháo và súng chống tăng để có thể cung cấp thêm hỏa lực hỗ trợ và yểm trợ tầm gần. Phe Đồng Minh quyết định không đổ bộ thẳng vào các khu vực cảng tại Pháp, thay vào đó, họ đã xây dựng hai cảng nhân tạo, được gọi là Cảng nhân tạo Mulberry. Mỗi tổ hợp cảng nhân tạo bao gồm một lớp đê chắn sóng nổi bao bọc bên ngoài, một lớp thùng chắn bằng bê tông bên trong (được gọi là đê chắn sóng Phoenix), và một số đoạn cầu nổi. Ngoài ra, các cảng Mulberry sẽ được bao bọc thêm bởi một dãy xác tàu, được gọi là "Gooseberry". Đề phòng trường hợp các đơn vị trên bộ không có đủ nhiên liệu, phe Đồng Minh đã phát triển một hệ thống ống dẫn nhiên liệu "Đường Ống dưới Đại dương" ("Pipe-Line Under The Ocean" – PLUTO). Các đường ống có đường kính 3 inch, sẽ được lắp đặt dưới thềm của Eo biển Manche, chạy từ Đảo Wight tới cảng Cherbourg, vào ngày D+18. Tuy nhiên, các vấn đề kỹ thuật và quá trình chiếm cảng Cherbourg chậm trễ đã làm lùi việc sử dụng đường ống này tới ngày 22 tháng 9. Một tuyến đường ống nhiên liệu thứ hai, chạy từ Dungeness tới Boulogne, đã được lắp đặt vào cuối tháng 10 năm 1944.
Quân đội Anh đã phát triển và nâng cấp một loạt các loại xe thiết giáp chuyên dụng, có biệt danh là "Những gã hề của Hobart" (Hobart's Funnies), để thích ứng với điều kiện tại khu vực Normandie. Dưới sự giám sát của Thiếu tướng Percy Hobart, chỉ huy Sư đoàn Thiết giáp 79 Anh Quốc, các xe tăng M4 Sherman và Churchill đã được nâng cấp và cải tiến thành nhiều loại xe với các nhiệm vụ riêng biệt như Sherman Crab (làm nhiệm vụ quét mìn), Churchill Crocodile (xe tăng Churchill trang bị súng phun lửa), AVRE, Sherman Duplex Drive (xe tăng lội nước tự hành được giữ nổi bằng cách sử dụng một tấm bạt chống thấm nước được bơm căng bằng khí nén),...

### Đánh lạc hướng

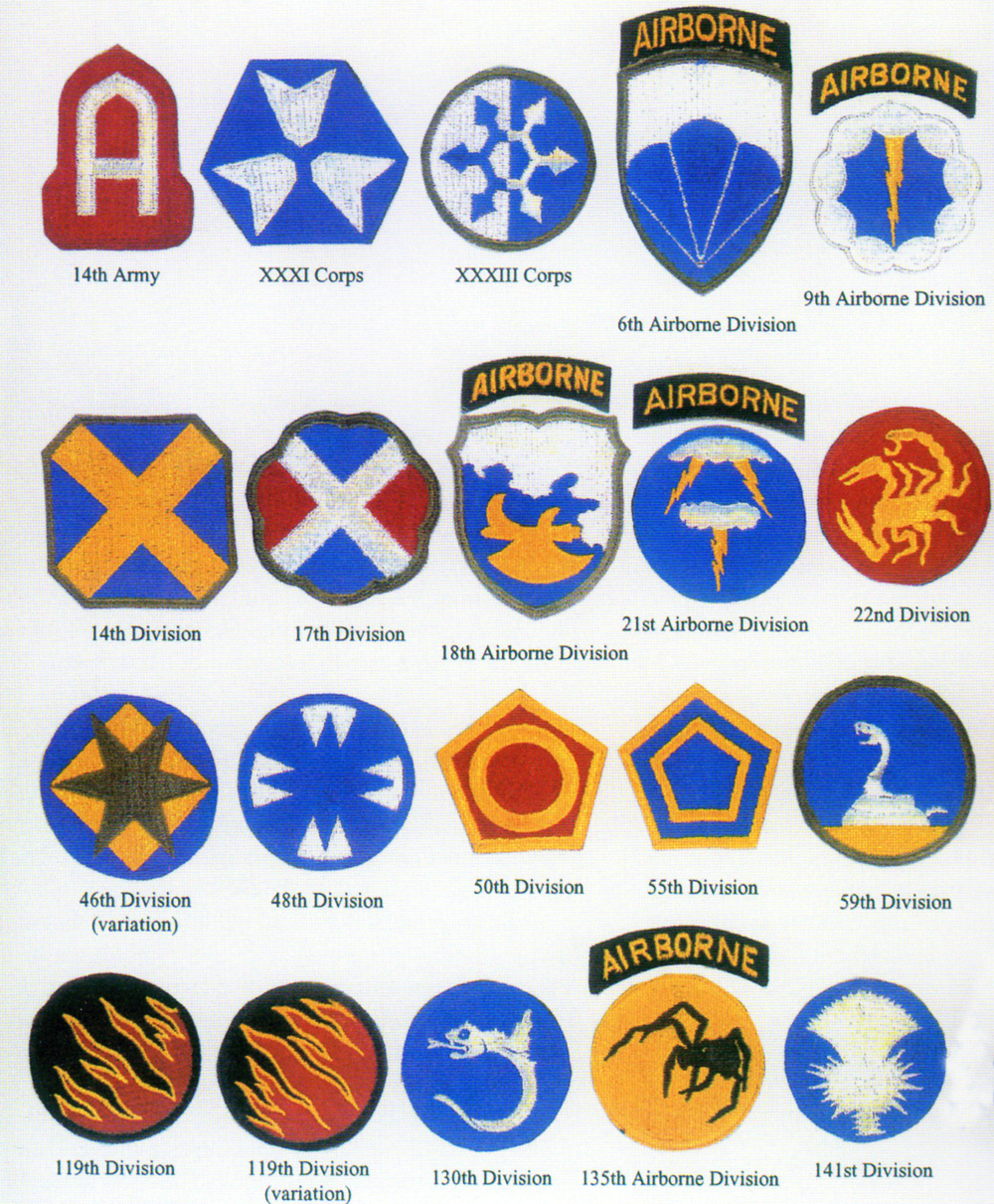
Phù hiệu vai được thiết kế cho các đơn vị giả của Cụm tập đoàn quân Hoa Kỳ số 1, do Trung tướng George Patton làm chỉ huy trưởng.

Vài tháng trước Chiến dịch Overlord, trong tháng 7 năm 1943, quân đội Đồng Minh đã tiến hành Chiến dịch Bodyguard, một chiến dịch đánh lạc hướng có quy mô lớn nhằm đánh lừa quân Đức về thời gian và địa điểm của một cuộc đổ bộ lớn của quân Đồng Minh, trong đó có Chiến dịch Fortitude. Chiến dịch Fortitude được tình báo Đồng Minh tiến hành vào tháng 12 năm 1943, có mục tiêu chính là đánh lạc hướng Bộ chỉ huy Tối cao Đức khỏi khu vực Normandie. Chiến dịch Fortitude bao gồm hai chiến dịch nhỏ là Fortitude North và Fortitude South. Chiến dịch Fortitude North là một chiến dịch "dương Đông, kích Tây" của Anh Quốc và tình báo Anh sẽ sử dụng những đường truyền vô tuyến giả nhằm khiến quân Đức tin rằng sẽ có một cuộc tấn công vào Na Uy. Chiến dịch Fortitude South, một chiến dịch đánh lạc hướng lớn bao gồm việc thành lập Cụm tập đoàn quân Hoa Kỳ số 1 do Trung tướng George S. Patton chỉ huy. Đơn vị giả này được tình báo Anh phao tin là đóng quân ở Kent và Sussex, nhằm đánh lừa quân Đức tin rằng cuộc đổ bộ chính sẽ diễn ra tại Calais. 

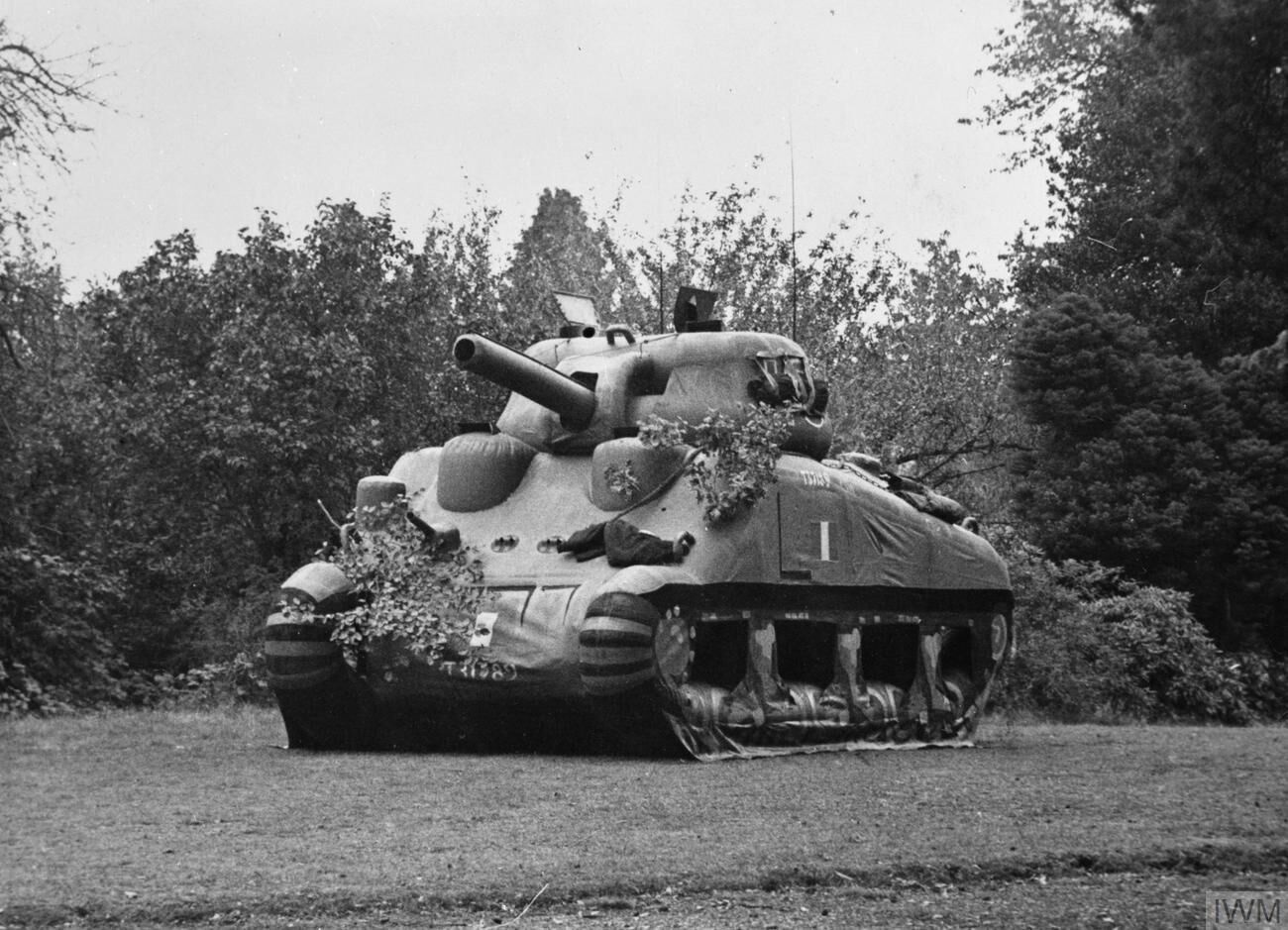
Mẫu xe tăng bơm hơi được quân Đồng Minh sử dụng trong Chiến dịch Fortitude South.

Quân đội Đồng Minh đồng thời lắp đặt nhiều đơn vị xe tăng, xe tải bơm hơi, xuồng đổ bộ giả và tập trung chúng lại ở các khu vực ven biển gần Calais để đánh lừa quân Đức. Vài thông điệp vô tuyến chính của Cụm tập đoàn quân 21 sẽ được chuyển đến Kent và sau đó được phát đi trên các kênh liên lạc tại đó, để khiến người Đức củng cố niềm tin rằng phần lớn các đơn vị Đồng Minh đang đóng quân ở Kent. Patton được chỉ định ở lại Anh tới ngày 6 tháng 7, nhằm tiếp tục đánh lừa người Đức rằng sẽ có một cuộc đổ bộ thứ hai tại Calais. Binh lính và nhân viên dân sự được lệnh không tiết lộ bất kỳ thông tin vào về chiến dịch với những người không liên quan, và các đơn vị tham gia vào cuộc đổ bộ đều bị cô lập và kiểm soát việc ra vào rất gắt gao. Thiếu tướng Henry J. F. Miller, Tham mưu trưởng Không đoàn 9, đã bị giáng chức (Thiếu tướng xuống Trung tá) và được đưa về nước sau khi ông tiết lộ thông tin về ngày đổ bộ của chiến dịch với một sĩ quan khác trong một bữa tiệc ở Anh.
Người Đức nghĩ rằng họ vẫn duy trì được một mạng lưới gián điệp rộng khắp hoạt động ở Anh, nhưng trên thực tế, tất cả các điệp viên của họ đã bị bắt, và một số đã trở thành điệp viên hai mang làm việc cho Đồng Minh như một phần của Hệ thống Double-Cross. Juan Pujol García, một tình báo viên người Tây Ban Nha của MI5, được tình báo Đức Quốc xã biết đến với mật danh "Garbo", đã dành hai năm để phát triển một hệ thống mạng lưới cung cấp thông tin giả để đánh lừa người Đức. Trong những tháng trước Ngày D, Pujol đã gửi hàng trăm tin nhắn (do cơ quan tình báo Anh MI5 chuẩn bị) cho cấp trên của mình ở Madrid để thuyết phục người Đức rằng sẽ có một cuộc tấn công sẽ diễn ra vào tháng 7 tại Calais.
Nhiều trạm radar của quân đội Đức đặt dọc bờ biển Pháp đã bị phá hủy để chuẩn bị cho cuộc đổ bộ. Ngoài ra, vào đêm trước cuộc đổ bộ, một nhóm nhỏ bao gồm các toán Đặc nhiệm SAS sẽ thả các hình nộm lính dù vào khu vực Le Havre và Isigny, để khiến quân Đức tin rằng có một cuộc đổ bộ lớn của lính dù diễn ra tại các khu vực đó. Trong cùng đêm, Không đoàn 617 Không quân Hoàng Gia Anh sẽ tiến hành Chiến dịch Taxable – một chiến dịch thả các mồi kim loại nhiễu xạ lớn nhằm tạo các mảng sáng trên màn hình radar Đức, khiến người Đức tin rằng có một hạm đội tàu chiến lớn tại khu vực Le Havre. Một chiến dịch tương tự, Chiến dịch Glimmer, được thực hiện gần Boulogne-sur-Mer, Pas-de-Calais, bởi Không đoàn 218 Không quân Hoàng Gia Anh.

### Tập trận và bảo mật thông tin

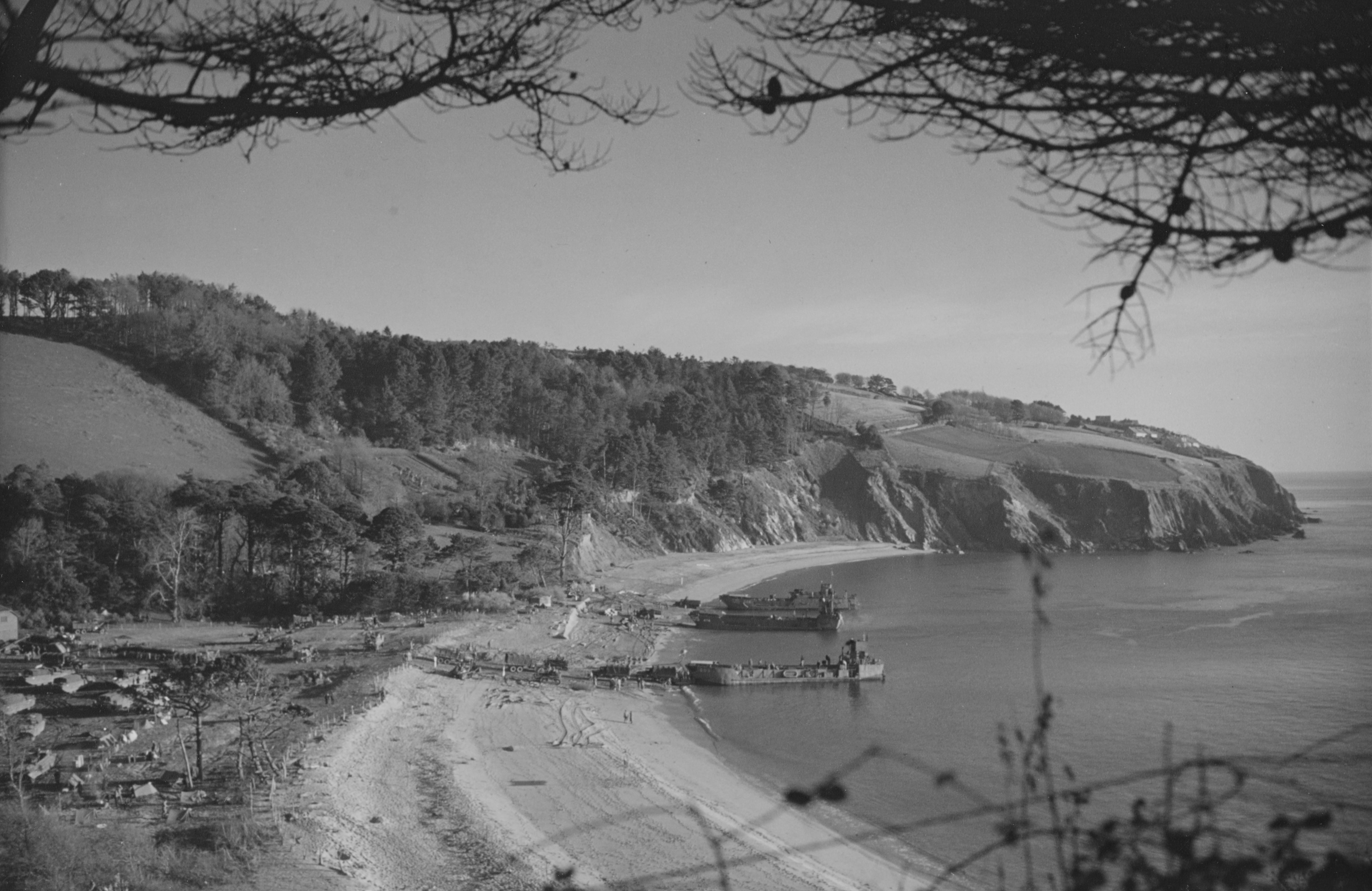
Tàu đổ bộ LCT của Hải quân Hoa Kỳ trong một buổi huấn luyện đổ bộ tại Slapton, Devon, Anh.

Các đợt tập trận để chuẩn bị cho Chiến dịch Overlord đã được tiến hành vào đầu tháng 7 năm 1943. Các bãi biển gần thị trấn Slapton, hạt Devon, vì có nhiều điểm tương đồng với khu vực đổ bộ tại Normandie, nên đã được quân Đồng Minh trưng dụng cho việc huấn luyện. Người dân được sơ tán khỏi thị trấn vào tháng 12 năm 1943, và thị trấn được các đơn vị Đồng Minh tiếp quản để sự dụng cho việc huấn luyện đổ bộ và xử lý các chướng ngại vật. Ngày 28 tháng 4 năm 1944, ước tính 749 binh lính và thủy thủ Mỹ đã thiệt mạng khi tàu đổ bộ của họ bất ngờ bị các xuồng phóng lôi của Đức tấn công trong lúc tiến hành Cuộc tập trận Tiger. Các cuộc tập trận với tàu đổ bộ và sử dụng đạn thật cũng diễn ra tại Trung tâm Huấn luyện Liên hợp ở Inveraray, Scotland. Các cuộc tập trận Hải quân được tổ chức ở Bắc Ireland, và các nhóm quân y sẽ ở London và các khu vực lân cận để huấn luyện các xử lý các thương binh mà họ mong đợi sẽ gặp phải trong cuộc đổ bộ thực. Lính dù cũng tiến hành nhiều cuộc tập trận lớn, bao gồm một đợt diễn tập quy mô lớn vào ngày 23 tháng 3 năm 1944, với có mặt của các vị lãnh đạo và sĩ quan cấp cao như Thủ tướng Winston Churchill và Đại tướng Eisenhower.
Các sĩ quan cấp cao Đồng Minh coi sự bất ngờ là yếu tố quan trọng của Chiến dịch Overlord. Thông tin về ngày và địa điểm chính xác của cuộc đổ bộ chỉ được cung cấp cho các cấp sĩ quan cao nhất của các đơn vị. Binh lính tham gia vào cuộc đổ bộ bị cô lập trong các khu vực tập trung từ cuối tháng 5. Họ không được phép tiếp xúc với người bên ngoài và được huấn luyện nhanh về cách sử dụng bản đồ chính xác đến từng chi tiết, nhưng họ không được biết tên của các địa danh trên bản đồ đó tới khi họ đang trên đường tiến về Normandie. Việc di chuyển và du lịch từ Ireland đến Anh đã bị cấm và việc di chuyển trong phạm vi vài kilomét tính từ đường bờ biển Anh bị hạn chế đến mức tối đa.
Lo ngại về nguy cơ bị lộ mật danh Overlord và Ngày D, ngày 19 tháng 5 năm 1944, Bộ chỉ huy Tối cao Lực lượng Viễn chinh Đồng Minh đã gửi văn bản hỏa tốc tới toàn bộ ban chỉ huy và tham mưu của các đơn vị đổ bổ, thông báo về sự thay đổi tên của chiến dịch đổ bộ. Theo đó, Chiến dịch Overlord (tiếng Anh: Operation Overlord) được đổi tên thành Cuộc tập trận Hornpipe (tiếng Anh: Exercise Hornpipe), và mật danh của ngày đổ bộ, tức Ngày D, được đổi thành Halcyon. Sau sự thành công của toàn bộ chiến dịch, quân Đồng Minh đã đổi lại các mật danh trên về tên cũ.

### Dự báo thời tiết
Các nhà lập kế hoạch đã đặt ra một chuỗi các điều kiện cần liên quan đến mặt trăng, thủy triều và thời gian trời sáng trong ngày, vốn chỉ có thể xảy ra đồng thời vài ngày mỗi tháng, để cuộc đổ bộ có thể tiến hành một cách trơn tru nhất. Đêm trăng tròn là rất cần thiết, vì đêm sẽ đủ sáng giúp các phi công có thể định hướng tốt nhất và cũng là ngày có thủy triều cao nhất. Bộ chỉ huy Đồng Minh muốn đổ bộ vào trước bình minh, trước lúc thủy triều lên. Điều này sẽ giúp cải thiện rõ tầm nhìn để xác định cụ thể các chướng ngại vật trên bãi biển, và rút ngắn thời gian binh lính phải di chuyển bãi biển trống. Tướng Eisenhower đã dự tính chọn ngày 5 tháng 6 làm ngày mở màn. Tuy nhiên, vào ngày 4 tháng 6, thời tiết được báo cáo là không thích hợp để đổ bộ: gió lớn và biển động mạnh sẽ ngăn cản việc triển khai các xuồng đổ bộ, và dãy mây thấp sẽ cản trở việc máy bay tìm kiếm các mục tiêu để tấn công.

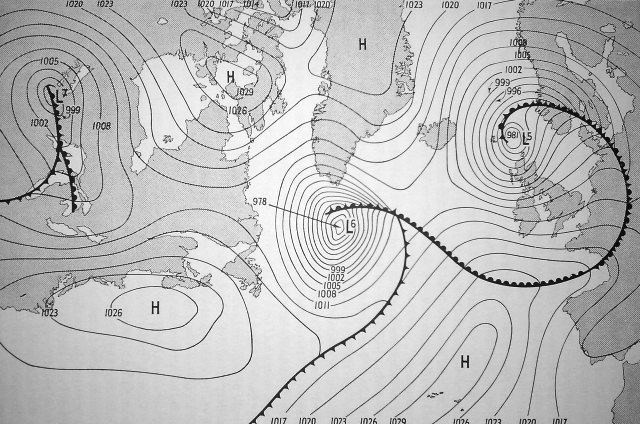
Bản đồ Phân tích thời tiết bề mặt cùng các front thời tiết vào ngày 5 tháng 6.

Đại tá James Stagg – một sĩ quan Khí tượng học của Không quân Hoàng Gia, đã gặp Eisenhower vào chiều ngày 4 tháng 6. Ông cùng nhóm nghiên cứu khí tượng của mình dự đoán rằng thời tiến sẽ cải thiện đủ tốt để tiến hành đổ bộ vào ngày 6 tháng 6. Ngày thích hợp tiến theo, với những điều kiện cần thiết tương tự (nhưng sẽ không có đêm trăng tròn), là từ ngày 18 đến ngày 20 tháng 6, hai tuần sau đó. Việc hoãn lại toàn bộ cuộc xâm lược đồng nghĩa với việc phải rút toàn bộ binh lính và tàu chiến đang sẵn sàng vượt Eo biển Manche, và sẽ làm tăng nguy cơ khiến kế hoạch tấn công bị người Đức phát hiện. Sau nhiều cuộc thảo luận với các chỉ huy Đồng Minh cấp cao khác, Eisenhower quyết định tiến hành cuộc đổ bộ vào ngày 6 tháng 6. Họ được dự báo rằng sẽ có một cơn bão lớn tại khu vực Normandie từ ngày 19 tới ngày 22 tháng 6, khiến việc đổ bộ vào thời điểm đó là không thể.
Do quân Đồng Minh đã kiểm soát được phần lớn khu vực Đại Tây Dương, các đơn vị khí tượng của Đức gặp nhiều khó khăn trong việc dự báo và chỉ có được ít thông tin về thời tiết sắp tới. Trung tâm khí tượng của Không quân Đức Quốc Xã tại Paris dự báo rằng sẽ có bão kéo dài hai tuần ở miền bắc nước Pháp. Do đó, nhiều sĩ quan cấp cao của quân đội Đức đã rời sở chỉ huy để tham gia một buổi chơi đánh trận giả ở Rennes và nhiều binh sĩ được nghỉ phép. Thống chế Erwin Rommel đã quay về Đức để dự buổi sinh nhật vợ ông và chuẩn bị cho buổi gặp mặt với Adolf Hitler để thuyết phục Hitler điều động thêm nhiều xe tăng đến khu vực Normandie.

## Sự chuẩn bị của quân Đức

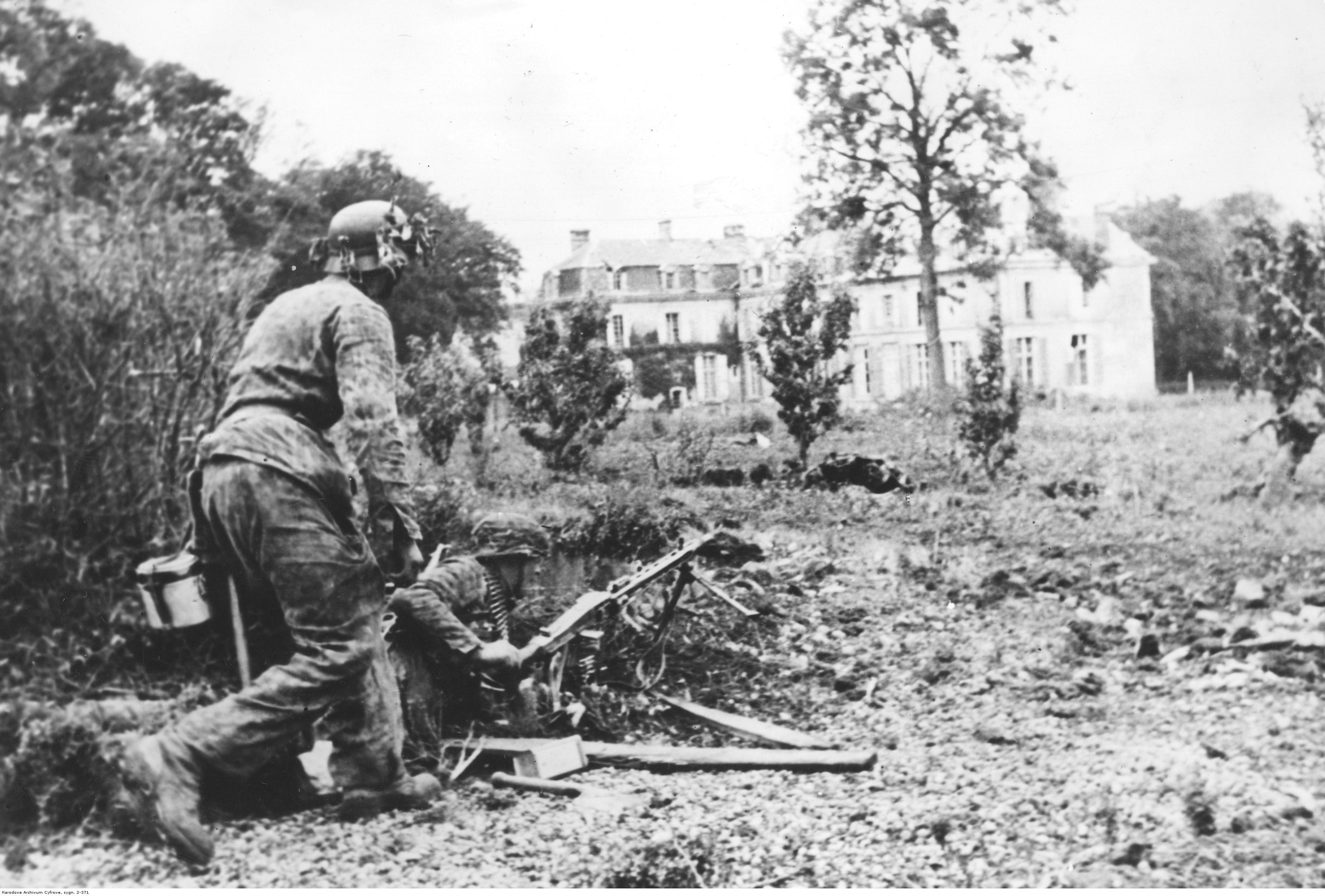
Lính Waffen-SS thuộc Sư đoàn Panzer SS 12 "Hitlerjugend" đang chiến đấu tại Normandie, tháng 7 năm 1944.

Quân đội Đức Quốc Xã có tổng cộng 50 sư đoàn tại Pháp và khu vực Vùng đất thấp, 18 sư đoàn đóng tại Đan Mạch và Na Uy, và 15 sư đoàn đang trong quá trình thành lập và huấn luyện tại Đức, nhưng họ thiếu các đơn vị dự bị chiến lược. Khu vực Calais được bảo vệ bởi Tập đoàn quân 16 của Đại tướng Hans von Salmuth, và Tập đoàn quân số 7 của Đại tướng Friedrich Dollmann chịu trách nhiệm phòng thủ khu vực Normandie. Do chịu nhiều tổn thất lớn trong cuộc chiến, đặt biệt là tại Mặt trận phía Đông, người Đức giờ gặp nhiều khó khăn trong việc tuyển chọn những thanh niên trẻ để nhập ngũ. Các binh sĩ Đức đến thời điểm năm 1944 có độ tuổi trung binh già hơn sáu tuổi so với binh sĩ Đồng Minh. Nhiều đơn vị đóng quân ở Normandie là các đơn vị Ostlegionen, với phần lớn là lính nghĩa vụ và quân tình nguyện, tù binh Nga, Mông Cổ và các khu vực khác ở Liên Xô. Họ được cung cấp những loại vũ khí không đáng tin cậy (hầu hết là vũ khí thu được từ Pháp, Liên Xô, Ba Lan,..) và thiếu phương tiện vận chuyển. Trong số các đơn vị được tăng cường vào khu vực, có khá ít đơn vị được trang bị đầy đủ và huấn luyện bài bản, ví dụ như Sư đoàn Panzer SS 12 "Hitlerjugend".
Vào đầu năm 1944, Bộ tư lệnh Quân đội Đức tại Mặt trận phía Tây (OB West) bị suy yếu đáng kể do phải chuyển giao phần lớn nhân sự và trang thiết bị cho Mặt trận phía Đông. Trong thời gian diễn ra Chiến dịch tấn công hữu ngạn Dniepr (24 tháng 12 năm 1943 – 17 tháng 4 năm 1944), Bộ Tổng tư lệnh Lục quân Đức Quốc xã buộc phải điều động toàn bộ Quân đoàn Panzer SS số 2 từ Pháp sang tiếp viện, bao gồm Sư đoàn Panzer SS số 9 và 10, Sư đoàn Bộ binh 349, Tiểu đoàn Panzer Hạng nặng 507 và Lữ đoàn Pháo tự hành Xung kích 311 và 322. Đây là đợt chuyển quân lớn đầu tiên từ Pháp sang Mặt trận phía Đông kể từ khi Chỉ thị 51 của Quốc Trưởng có hiệu lực, có mục đích giảm bớt những hạn chế trong việc chuyển quân tới Mặt trận phía Đông. Ngoài ra, còn có nhiều đơn vị đã được điều động tới mặt trận Ý. Thống chế von Rundstedt từng phàn nàn rằng những chỉ vì những "việc vặt vãnh ngu ngốc" mà nhiều đơn vị tốt của ông phải bị gửi đến Ý.
Sư đoàn Panzer SS số 1 "Leibstandarte SS Adolf Hitler", Sư đoàn Panzer số 9, 11, 19 và 116, cùng với Sư đoàn Panzer SS số 2 "Das Reich", được rút về Pháp trong khoảng thời gian tháng 3 – tháng 5 năm 1944 để hồi sức sau khi chịu thương vong nặng nề trong chiến dịch ở hữu ngạn Dniepr. Có bảy trong số 11 sư đoàn Panzer (Thiết giáp) hoặc Panzergrenadier (Bộ binh cơ giới) đóng tại Pháp không thể hoạt động hoàn toàn hoặc chỉ cơ động một phần tính đến đầu tháng 6 năm 1944.

### Bức tường Đại Tây Dương

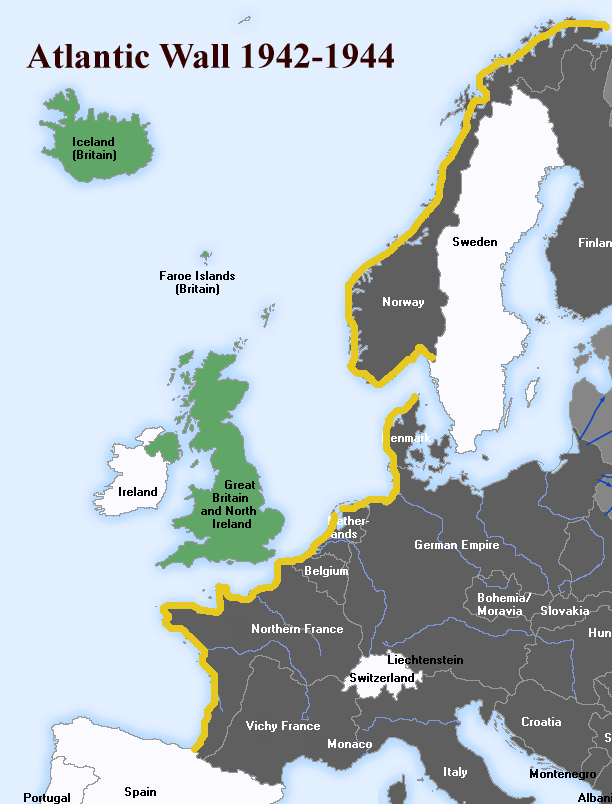
Bản đồ về vị trí của Bức tường Đại Tây Dương, được thể hiện bằng màu vàng.
Các nước bị Phát xít chiếm đóng
Các nước Đồng Minh
Các nước trung lập

Sau khi cuộc đột kích vào St Nazaire và Dieppe năm 1942, Hitler đã ra lệnh xây dựng một hệ thống các công sự dọc theo bờ biển Đại Tây Dương, từ Tây Ban Nha tới Na Uy, để chống lại một cuộc xâm lược trong tương lai của quân Đồng Minh. Hitler dự tính rằng sẽ có đến 15.000 cứ điểm được xây dựng, và quân số quân phòng thủ có thể lên đến 300.000 người, nhưng sự thiết hụt, đặc biệt là về bê tông và nhân lực, đã khiến phần lớn các cứ điểm không bao giờ được xây dựng. Pas-de-Calais, do được người Đức dự đoán là khu vực đổ bộ, nên khu vực này được bảo vệ rất nghiêm ngặt. Tại khu vực Normandie, các hệ thống công sự tốt nhất được tập trung tại khu vực cảng ở Cherbourg và Saint-Malo.
Sau báo cáo của Thống chế von Rundstedt gửi tới Hitler vào tháng 10 năm 1943 nhằm cảnh báo sự suy yếu đáng kể về hệ thống phòng thủ ở Pháp, Thống chế Rommel được Hilter giao nhiệm vụ giám sát việc xây dựng hệ thống phòng thủ kéo dài từ Hà Lan tới Cherbourg, và được bổ nhiệm là chỉ huy Cụm tập đoàn quân B mới được thành lập. Cụm tập đoàn quân B bao gồm Tập đoàn quân số 7, Tập đoàn quân 15 và các đơn vị đồn trú đóng tại Hà Lan. Dự bị của Cụm tập đoàn quân B bao gồm Sư đoàn Panzer số 2, 21 và 116. Cơ cấu chỉ huy phức tạp của Đức Quốc xã đã khiến Rommel khó hoàn thành được nhiệm vụ của ông. Rommel thậm chí còn không được phép ra lệnh cho Tổ chức Todt, do Bộ trưởng Bộ Khí tài và Vũ trang Albert Speer lãnh đạo, vì vậy ở một số nơi, Rommel phải phân công binh lính của mình làm công việc xây dựng chướng ngại vật.

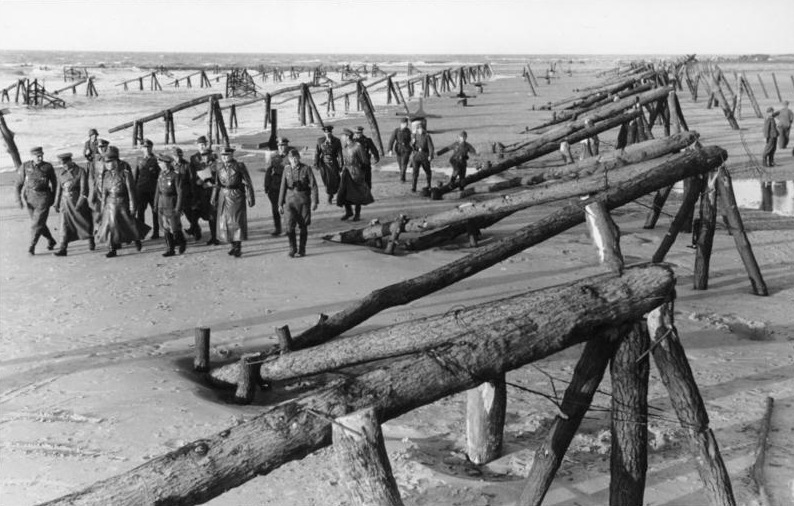
Thống chế Erwin Rommel và ban tham mưu đang đi thị sát việc lắp đặt hệ thống chướng ngại vật chống xuồng đổ bộ (Hemmbalken) tại một bãi biển ở Normandie, tháng 4 năm 1944.

Rommel tin rằng vùng biển ở Normandie có nhiều khả năng sẽ là vị trí đổ bộ cho một chiến dịch xâm lược của quân Đồng Minh, nên ông đã ra lệnh xây dựng và mở rộng thêm hệ thống phòng thủ dọc theo bãi biển này. Ngoài việc xây dựng thêm các hệ thống ụ súng máy, pháo binh tại các khu vực trọng yếu ở dọc bãi biển, ông cho lắp đặt thêm các cọc gỗ, cọc ba chân kim loại, bãi mìn và chướng ngại vật gắn mìn chống tăng trên bãi biển để cầm chân các xuồng đổ bộ ngoài bờ biển và cản trở xe tăng tiến vào trong đất liền. Ông dự đoán rằng quân Đồng Minh sẽ đổ bộ vào lúc thủy triều lên để binh lính mất ít thời gian hơn để di chuyển trên bãi biển, ông cho lắp đặt các hệ thống chướng ngại vật ở các điểm có thủy triều lên. Các hàng rào dây thép gai, bẫy chông được mở rộng và lính Đức đã loại bỏ toàn bộ những thứ có thể làm chỗ nấp tránh đạn cho bộ binh Đồng Minh. Dưới sự chỉ huy của Rommel, số lượng mìn đặt dọc Normandie đã tăng lên gấp ba lần. Do các chiến dịch tấn công bằng máy bay của Đồng Minh vào Đức đã làm tê liệt Không quân Đức Quốc Xã và thiết lập được ưu thế làm chủ bầu trời Tây Âu, nên Rommel biết ông không thể mong đợi những sự hỗ trợ hiệu quả của Không quân. Không quân Đức Quốc Xã chỉ có thể huy động được 815 máy bay để bảo vệ khu vực Normandie, trong khi đó quân Đồng Minh có thể điều động lên tới 9.500 máy bay. Ngoài ra, Rommel đã cho bố trí một hệ thống cọc gọi là Rommelspargel (Măng tây của Rommel) trên các khu vực cánh đồng rộng lớn để chống lại các cuộc đổ bộ của tàu lượn và lính dù Đồng Minh.

### Lực lượng thiết giáp dự bị

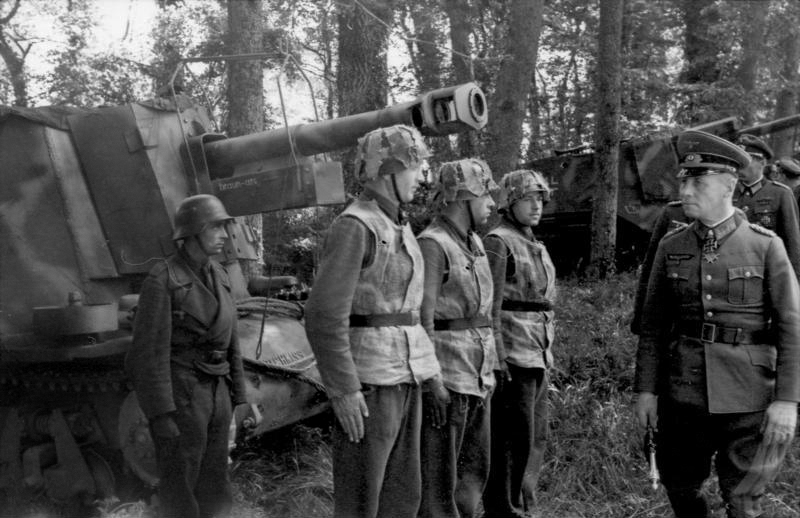
Thống chế Erwin Rommel đang đi thị sát các đơn vị của Sư đoàn Panzer 21 tại Normandie, tháng 5 năm 1944.

Thống chế Rommel tin rằng cơ hội tốt nhất của Đức là ngăn chặn luôn cuộc đổ bộ ngay trên các bờ biển. Ông yêu cầu các lực lượng dự bị cơ động, đặc biệt là xe tăng, phải đóng quân càng gần các bãi biển càng tốt. Rundstedt, Geyr và nhiều chỉ huy cấp cao khác phản đối. Họ tin rằng không thể chặn thành công một cuộc xâm lược ở trên các bãi biển. Trung tướng Geyr von Schweppenburg, chỉ huy Tập đoàn quân Panzer phía Tây và thành thạo các học thuyết chiến tranh cơ giới, cho rằng phải giữ các đơn vị thiết giáp ở xung quanh Paris và Rouen, và chỉ triển khai chúng khi xác định được chính xác các bãi đổ bộ chính của quân Đồng Minh. Ông cũng cho rằng trong các chiến dịch ở Ý, nhiều đơn vị thiết giáp đóng quân gần bãi biển đã chịu thiệt hại nặng bởi hỏa lực pháo của hải quân Đồng Minh. Rommel khẳng định việc điều động các đơn vị thiết giáp quy mô lớn là không thể khi cuộc đổ bộ đang diễn ra, đặc biệt là khi quân Đồng Minh đã hoàn toàn kiểm soát được bầu trời. Người đưa ra quyết định cuối cùng là Hitler, và ông quyết định đặt ba sư đoàn Panzer dưới quyền chỉ huy của Geyr và giao cho Rommel quyền kiểm soát hoạt động của ba sư đoàn nữa làm lực lượng dự bị. Hitler tự nắm quyền kiểm soát bốn sư đoàn Panzer làm lực lượng dự bị chiến lược, và không ai được phép sử dụng nếu không có lệnh trực tiếp của ông.

## Diễn biến

### Giai đoạn 1: Hình thành đầu cầu đổ bộ
Các cậu sắp được tham gia vào cuộc Đại Thập tự chinh mà chúng ta đã nỗ lực chuẩn bị trong nhiều tháng qua. Cả thế giới đều đang dõi theo các cậu. Những hy vọng và lời cầu nguyện của những người yêu tự do ở khắp mọi nơi trên thế giới sẽ đồng hành cùng các cậu. Cùng với những người bạn Đồng Minh dũng cảm và các đơn vị anh em chiến hữu trên các Mặt trận khác, các cậu sẽ mang sự hủy diệt đến bộ máy chiến tranh của Đức Quốc Xã, sự sụp đổ của chế độ chuyên chế của Đức Quốc Xã đối với các dân tộc bị áp bức ở Châu Âu và sự an toàn cho chính chúng ta trong một thế giới tự do.— Eisenhower, Bức thư gửi tới các binh sĩ Đồng Minh trước ngày đổ bộ.

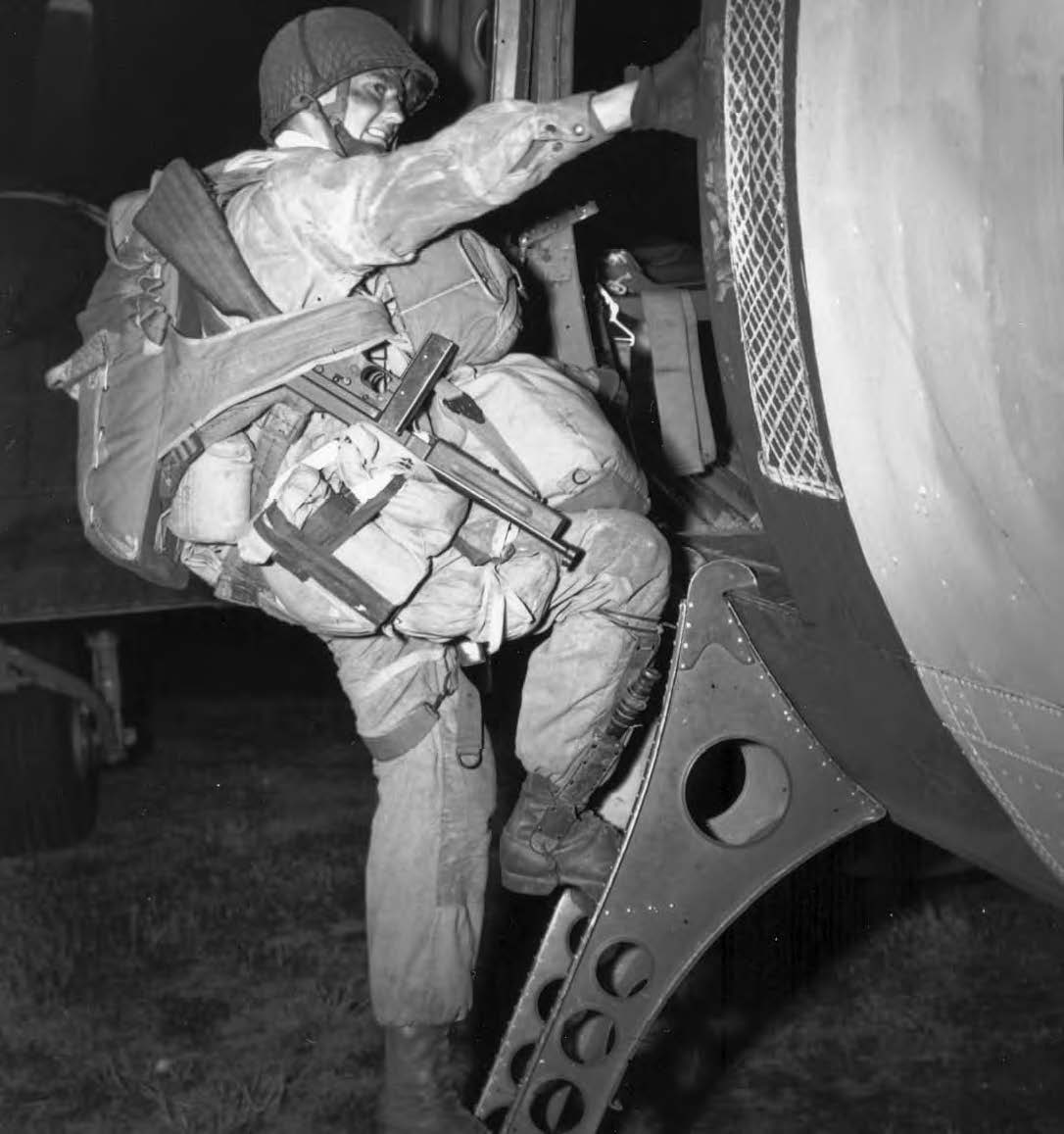
Trung sĩ Joseph F. Gorenc, một lính dù thuộc Đại đội HQ, Tiểu đoàn 3, Trung đoàn Bộ binh Nhảy dù 506, Sư đoàn Không vận 101, đang trèo lên máy bay C-47 Dakota tại sân bay RAF Exeter, Devon, Anh, đêm 5 tháng 6 năm 1944.

Vào tháng 5 năm 1944, 1,5 triệu lính Mỹ đã được điều động tới nước Anh. Phần lớn trong số họ được đóng quân tại các doanh trại tạm thời ở các vùng tây nam nước Anh để chuẩn bị cho việc vượt Eo biển Manche. Các đơn vị Anh và Canada đóng quân ở khu vực phía đông, trải dài từ Southampton tới Newhaven. Một hệ thống phức tạp được gọi là Movement Control (tạm dịch: Hệ thống Kiểm soát Di chuyển), đã được thiết lập để đảm bảo rằng binh lính và phương tiện được rời đi đúng lịch trình từ 20 điểm xuất phát. Một số người đã phải ở trên tàu gần một tuần trước khi khởi hành. Các đơn vị tàu sẽ di chuyển đến một điểm tập kết (có biệt danh "Rạp xiếc Piccadilly") ở phía đông nam Đảo Wight để tập hợp thành các đoàn lớn trước khi vượt Eo biển Manche. Các đơn vị tàu quét mìn bắt đầu làm nhiệm vụ dọn đường vào chiều ngày 5 tháng 6, và hàng nghìn máy bay ném bom đã cất cánh trước hoàng hôn đển không kích các hệ thống phòng thủ ở xung quanh Normandie. Khoảng 1.200 máy bay đã cất cánh trước nửa đêm để thả ba sư đoàn không vận vào phía sau phòng tuyến quân Đức. Sư đoàn Không vận 82 và 101 của người Mỹ sẽ đổ bộ ở phía tây Bãi Utah, với nhiệm vụ chiếm các thị trấn, cây cầu quan trọng và kiểm soát các con đường đắp cao chạy qua các khu vực đã bị quân Đức làm ngập. Sư đoàn Không vận số 6 của Anh sẽ đổ bộ ở sườn phía đông, và được giao nhiệm vụ chiếm giữ nguyên vẹn các cây cầu ở Sông Orne và Kênh đào Caen, phá hủy năm cây cầu ở Sông Dives cách bãi đổ bộ gần 10 kilomét về phía đông, và vô hiệu hóa Trận địa pháo Merville (có nhiệm vụ bảo vệ Bãi Sword). Các lính dù Pháp Tự Do thuộc các Lữ đoàn SAS được giao nhiệm vụ đánh chiếm các mục tiêu tại Brittany từ ngày 5 tháng 6 tới tháng 8 trong các Chiến dịch Dingson, Samwest, và Cooney. Pháo kích Hải quân sẽ được tiến hành lúc 5 giời 45 phút sáng và kéo dài tới 6 giời 25 phút sáng, với sự tham gia của năm thiết giáp hạm, 22 tuần dương hạm, 65 khu trục hạm và hai tàu monitor. Bộ binh sẽ tiến hành đổ bộ vào lúc 6 giờ 30 phút sáng.

#### Đổ bộ

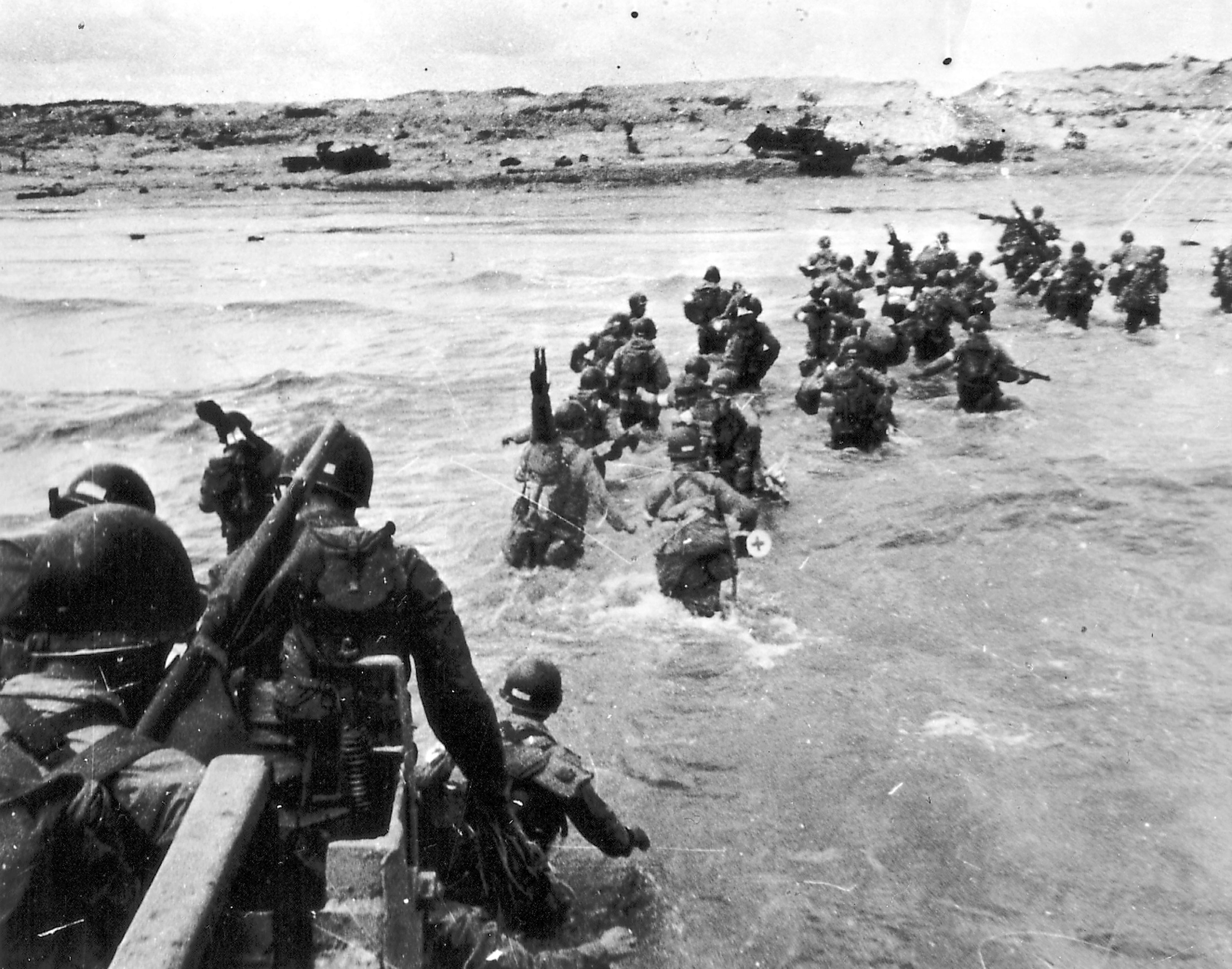
Lính Mỹ thuộc Sư đoàn Bộ binh số 4 đổ bộ tại Bãi Utah, 6 tháng 6 năm 1944.

Trong quá trình đổ bộ vào Bãi Utah, các xuồng đổ bộ chở những đơn vị thuộc Sư đoàn Bộ binh số 4 Hoa Kỳ đã bị dòng chảy mạnh đẩy về phía nam, và đổ bộ tại vị trí cách khu vực chính thức khoảng 1,8 kilomét. Họ chỉ gặp kháng cự lẻ tẻ và chịu thương vong gần 200 người. Dù đổ bộ lệch khu vực chính thức, nhưng lính Mỹ tại bãi Utah đã tiến sâu được bốn dặm vào trong đất liền và liên kết được với các đơn vị của Sư đoàn Không vận 101. Các đơn vị lính dù đổ bộ vào phía tây Utah không gặp nhiều thuận lợi, khi chỉ có 10% quân số được thả đúng vị trí. Việc tập hợp lại các đơn vị để chiến đấu gặp nhiều bất lợi do lính dù mất nhiều radio trong lúc nhảy dù, địa hình thì phức tạp với những rặng cây, tường đá và đầm lầy xen kẽ. Sư đoàn Không vận 82 chiếm thành công được thị trấn chiến lược Sainte-Mère-Église và nhanh chóng thiết lập được vành đai phòng thủ ở sườn phía tây. Tuy vậy, Sư đoàn 82 đã không chiếm thành công các cây cầu bắc qua Sông Merderet, khiến việc tiến quân vào sâu trong Bán đảo Cotentin bị trì trệ. Sư đoàn Không vận 101 bảo vệ thành công sườn phía đông và chiếm được các chốt kiểm soát trên Sông Douve tại La Barquette, nhưng họ không chiếm được các cây cầu ở đó trong ngày đầu tiên.
Tại Mũi Hoc, một đơn vị gồm 200 lính thuộc Tiểu đoàn Biệt Kích số 2 của Trung tá James Rudder, có nhiệm vụ nhiệm vụ trèo lên vách đá cao 30 mét bằng dây thừng gắn móc và thang để tiêu diệt những khẩu pháo phòng thủ bờ biển 155 mm được đặt trên vách đá. Nhưng khi chiếm được vách đá, họ phát hiện ra rằng các khẩu pháo đã được kéo sâu vào trong đất liền. Sau một hồi tìm kiếm, những người lính Biệt Kích phát hiện ra cả năm khẩu pháo đều được ngụy trang kỹ sau các rặng cây, cách khu vực Mũi Hoc khoảng 550 mét về phía nam, và phá hủy chúng thành công bằng lựu đạn nhiệt nhôm. Lúc 9 giờ sáng, lực lượng Biệt Kích đã phong toả toàn bộ con đường từ Saint-Pierre-du-Mont tới Grandcamp phía sau Mũi Hoc. Trong suốt hai ngày tiếp theo, lính Biệt Kích liên tục đánh bật các đợt phản công của quân Đức, nhưng chịu thương vong nặng nề và nhiều lính Mỹ bị bắt làm tù binh. Đến cuối ngày 7 tháng 6, Trung tá Rudder chỉ còn hơn 90 lính còn khả năng chiến đấu. Sáng ngày 8 tháng 6, quân tiếp viện Mỹ từ Bãi Omaha bao gồm Tiểu đoàn Biệt Kích số 5 và Tiểu đoàn 1, Trung đoàn Bộ Binh 116, cùng với xe tăng thuộc Tiểu đoàn Thiết giáp 743 bắt đầu tiến vào Mũi Hoc và phá vây cho đơn vị của Trung tá Rudder.

Tàu đổ bộ cỡ nhỏ USS LCI(L)-553 và USS LCI(L)-410 đang đổ quân tại Bãi Omaha, sáng 6 tháng 6 năm 1944.

Omaha, bãi biển được quân Đức phòng thủ chắc chắn nhất, được giao cho Sư đoàn Bộ binh số 1 và Sư đoàn Bộ binh 29. Họ phải đối mặt với quân phòng thủ thuộc Sư đoàn Bộ binh 352 của Đức. Dòng chảy mạnh đã đẩy nhiều xuồng đổ bộ về phía đông của vị trí dự định đổ bộ và khiến nhiều xuồng phải dừng lại ngoài khơi. Do nhiều ổ đề kháng của Đức ở Omaha vẫn còn nguyên vẹn sau đợt pháo kích và ném bom buổi sáng, nên thương vong của quân Đồng Minh tại đây cao hơn toàn bộ bốn khu vực còn lại cộng lại. Thương vong của các đơn vị công binh đã khiến việc dọn dẹp chướng ngại vật trên bãi biển gặp nhiều vấn đề, và việc đưa phương tiện vào bờ buộc phải dừng lại lúc 8 giờ 30 phút sáng. Một nhóm khu trục hạm đã tiến vào gần bờ để bắn phá các khu công sự, ụ súng máy của Đức để hỗ trợ lính Mỹ tiến vào đất liền. Đến cuối buổi sáng, chỉ có khoảng 600 lính Mỹ đã vượt qua được hàng phòng thủ dày đặc của Đức và trèo lên được các ụ đất cao để tiếp tục chiến đấu. Đến giữa trưa, khi trận địa pháo của Đức bị tiêu diệt và nhiều ụ súng máy Đức dần cạn kiệt dạn dược, quân Mỹ bắt đầu mở nhiều tuyến đổ bộ ở trên bãi biển và tiêu diệt toàn bộ các ổ đề kháng để mở đường cho các phương tiện có thể tiến vào. Đầu cầu đổ bộ ở Omaha dần được quân Mỹ mở rộng trong những ngày tiếp theo, và mục tiêu trong Ngày D ở Bãi Omaha được hoàn thành vào Ngày D+3, tức ngày 9 tháng 6.

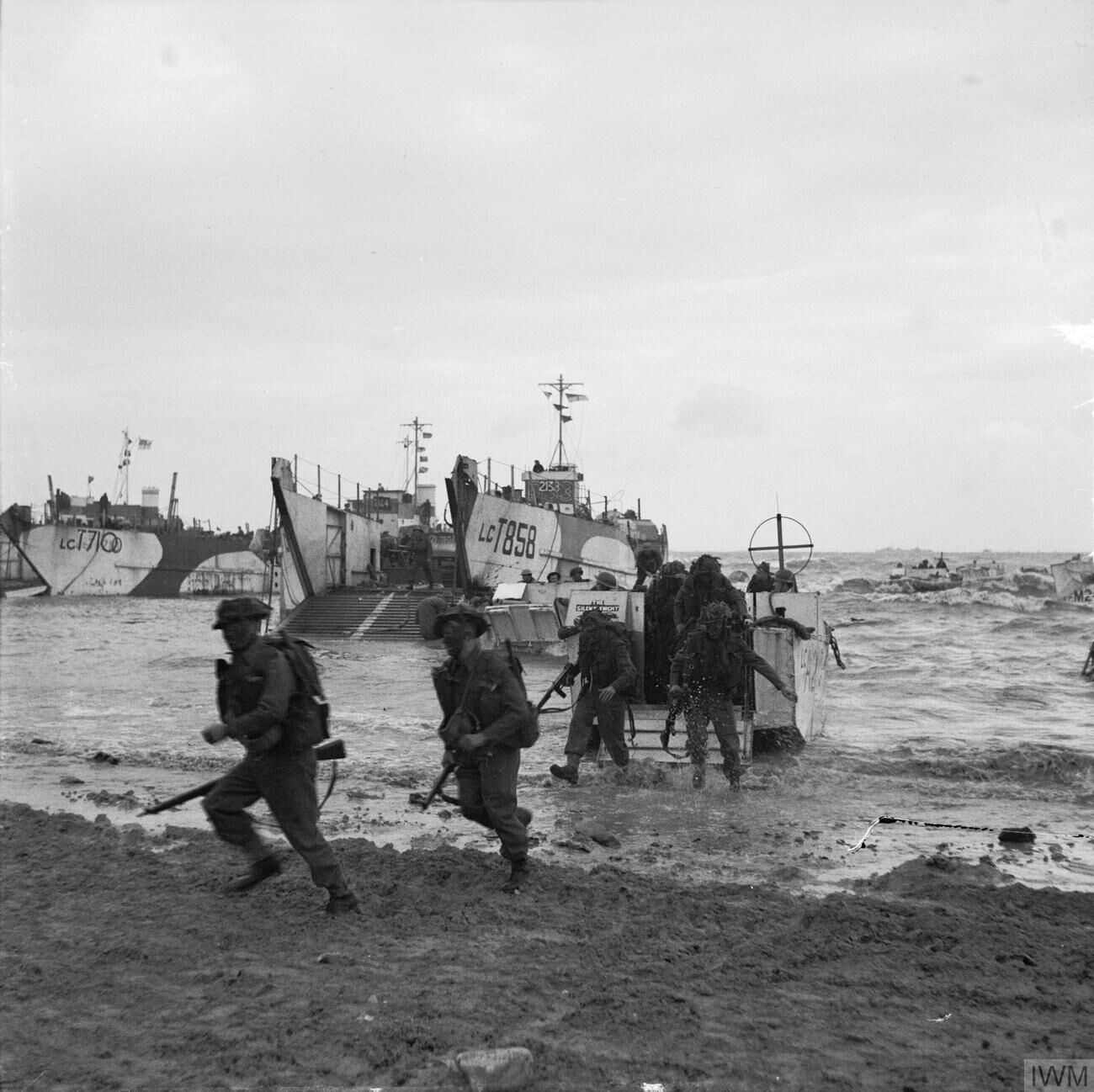
Binh lính thuộc Tiểu đoàn Đặc công 47 đang đổ bộ vào Bãi Gold, 6 tháng 6 năm 1944.

Tại Bãi Gold, gió lớn và biển động khiến các tàu đổ bộ gặp nhiều khó khăn, và các xe tăng Sherman DD được các xuống đổ bộ thả ở sát bãi biển thay vì thả ở ngoài khơi theo kế hoạch. Ba trong số bốn khẩu pháo được đặt trong lô cốt tại Trận địa pháo Longues-sur-Mer đã bị hỏa lực pháo của các tuần dương hạm Ajax và Argonaut vô hiệu hóa lúc 6 giờ 20 phút sáng. Khẩu pháo thứ tư đã tích cực bắn phá vào các đơn vị người Anh trên bãi biển tới khi đầu hàng vào chiều ngày 7 tháng 6. Các đơn vị máy bay hỗ trợ đã thất bại trong việc vô hiệu hóa cứ điểm Le Hamel, có lớp tường dày và có tầm nhìn bao quát toàn bộ bãi biển. Khẩu pháo 75 mm của cứ điểm này tiếp tục hoạt động tới khi bị phá hủy bởi một chiếc Churchill AVRE lúc 16 giờ chiều. Cứ điểm thứ hai ở La Rivière, nơi đặt một khẩu pháo 88 mm, bị tiêu diệt bởi xe tăng Anh lúc 7 giờ 30 phút sáng. Ở khu vực phía tây, Tiểu đoàn 1 thuộc Trung đoàn Hampshire nhanh chóng chiếm được Arromanches, và Lữ đoàn Bộ binh 69 ở khu vực phía đông đã liên kết thành công với lực lựong Canada ở Bãi Juno. Tiểu đoàn Đặc công 47 tấn công và đánh chiếm Port-en-Bessin vào ngày 7 tháng 6. Do vấp phải sự chống trả mãnh liệt của Sư đoàn Bộ binh 352, quân Anh phải mất gần một ngày để chiếm Bayeux, mục tiêu chính của người Anh tại khu vực.
Cuộc đổ bộ vào Bãi Juno gặp nhiều trì hoãn do biển động mạnh, khiến các đơn vị thiết giáp Anh và Canada bị đổ bộ chậm hơn so với các đơn vị bộ binh. Do không có sự trợ giúp kịp thời của xe tăng, các đơn vị bộ binh Canada trong đợt đổ bộ đầu tiên gặp phải thương vong nặng. Phần lớn các ổ đề kháng đặt dọc bãi biển đều còn nguyên vẹn do các trận pháo kích buổi sớm đều bắn trượt mục tiêu. Dù gặp nhiều khó khăn, quân đội Canada vẫn mở thành công nhiều đường tiến vào đất liền. Đến cuối Ngày D, một hành lang đổ bộ giữa Bãi Juno và Bãi Gold được thiết lập và bao trùm một khu vực rộng 19 kilomét và dài 10 kilomét.

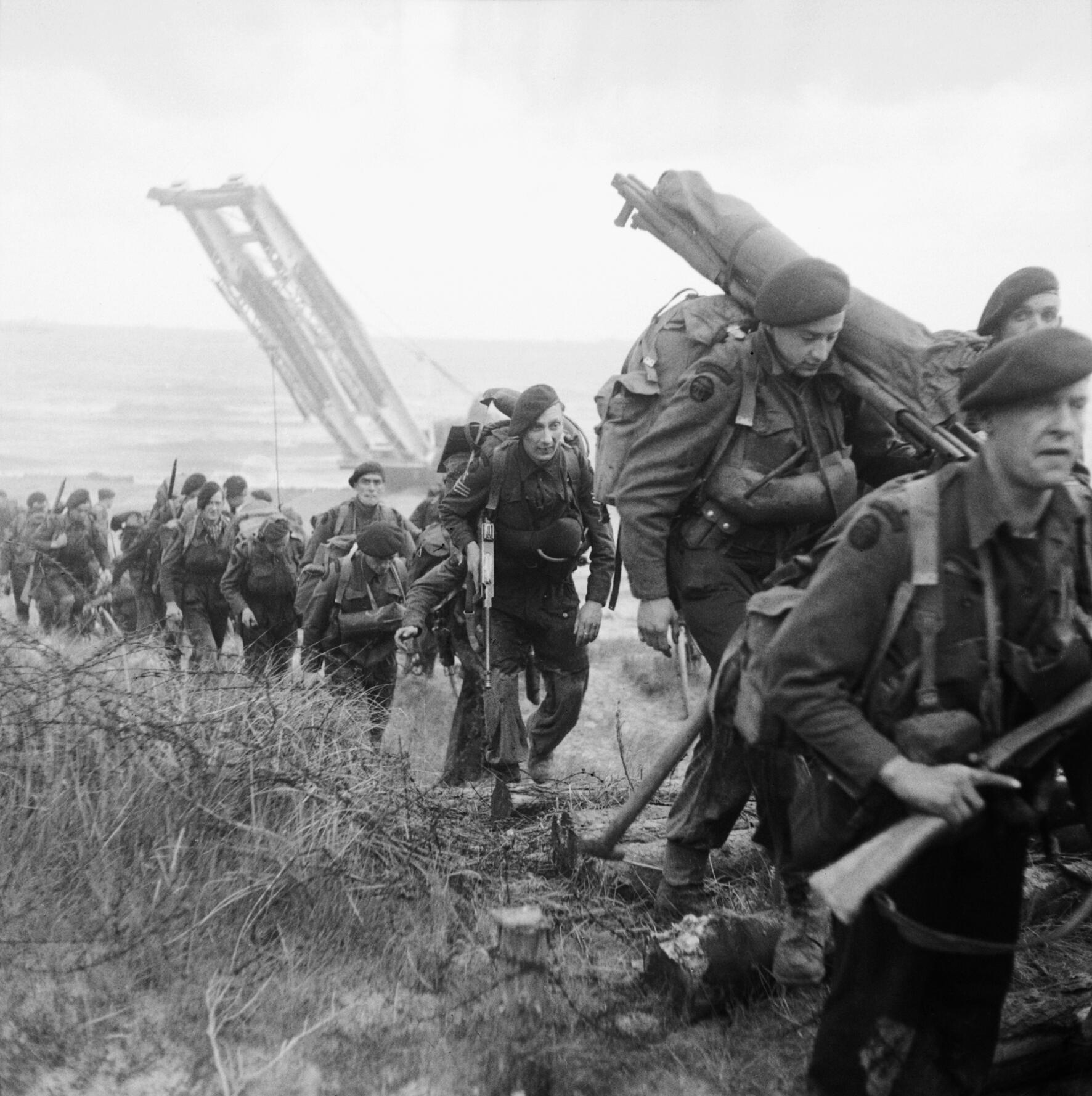
Lính Đặc công Thủy quân Lục chiến Hoàng Gia đang tiến vào đất liền sau khi đổ bộ vào Bãi Sword, 6 tháng 6 năm 1944.

Ở Bãi Sword, Lữ đoàn Bộ binh số 8 bắt đầu cuộc đổ bộ lúc 7 giờ 25 phút với sự hỗ trợ của 21 trên 25 xe tăng Sherman DD. Sự kháng cự của quân Đức tại bãi biển ban đầu khá mạnh, nhiều xe tăng Anh bị bắn hạ và gây nhiều thương vong cho quân đổ bộ; thủy triền lên nhanh khiến việc di chuyển của các xe thiết giáp gặp nhiều bất lợi và gây tình trạng tắc nghẽn nặng trên bãi biển. Tiểu đoàn 2 của Trung đoàn Bộ binh Hạng nhẹ King's Shropshire đã nhanh chóng tiến công vào Caen, nhưng khi chỉ cách trung tâm Caen vài kilômét, họ phải rút lui do không có sự hỗ trợ của xe tăng. Lúc 16 giờ, Sư đoàn Panzer 21 tổ chức một cuộc phản công vào khu vực nối giữa Bãi Sword và Bãi Juno, suýt chút nữa thành công trong việc chia cắt hai khu vực đổ bộ do gặp phải sự kháng cự mạnh của Sư đoàn Bộ binh số 3 Anh Quốc. Vào cuối Ngày D, 28.845 lính thuộc Quân Đoàn I đã đổ bộ thành công vào Bãi Sword với mức thương vong là 683 người.
Những thành phần đầu tiên của Cảng nhân tạo Mulberry được đưa vào Normanide vào ngày 7 tháng 6 và bắt đầu sử dụng để vận chuyển hàng hóa và trang thiết bị vào đất liền từ giữa tháng 6. Cảng 'Mulberry B' được lắp đặt ở khu vực Arromanches của người Anh, và cảng 'Mulberry A' được xây dựng tại Bãi Omaha của người Mỹ. Ngày 19 tháng 6, một trong những cơn bão tồi tệ nhất tại khu vực Normandie trong 40 năm qua đổ bộ vào khu vực. Cơn bão diễn ra suốt ba ngày và sau ngày 22 tháng 6, khiến 'Mulberry A' bị hư hại nặng đến mức bộ chỉ huy Đồng Minh quyết định không sửa chữa lại cảng, và việc tiếp liệu được tiến hành trực tiếp trên bãi biển tới khi các hệ thống cảng khác tại Normandie được chiếm giữ. Trong vỏn vẹn ba ngày hoạt động, 'Mulberry A' tại Omaha đã tiếp nhận 11.000 binh lính, 2.000 phương tiện và 9.000 tấn thiết bị và vật tư các loại.
Thương vong của quân Đồng Minh trong Ngày D là ít nhất 10.000 lính, trong số đó 4.414 lính được xác nhận là tử trận. Thương vong của quân Đức ước tính từ 4.000 tới 9.000 người. Trong số những mục tiêu chính của chiến dịch, bao gồm chiếm giữ Carentan, Saint-Lô, Caen, và Bayeux trong Ngày D (6 tháng 6) và toàn bộ các bãi biển (ngoại trừ Utah) được liên kết với nhau để tạo thành một đầu cầu đổ bộ lớn rộng từ 10 đến 16 kilomét, không mục tiêu nào được hoàn thành. Chỉ có hai trong số năm bãi biển (Juno và Gold) liên kết được với nhau trong ngày đầu tiên, và năm bãi biển được liên kết với nhau thành công vào ngày 12 tháng 6. Tính đến thời điểm đó, quân Đồng Minh đã mở rộng mặt trận lên gần 100 kilomét và tiến sâu được 24 kilomét vào trong đất liền. Caen được quân Đức bảo vệ thành công trong Ngày D.

#### Cherbourg

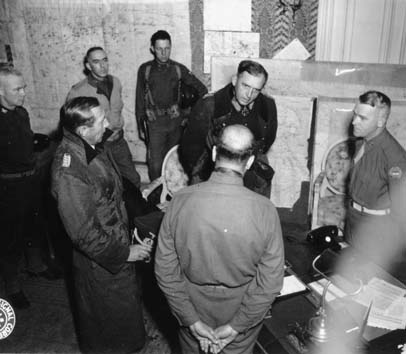
Chuẩn Đô đốc Walter Hennecke, Trung tướng Karl-Wilhelm von Schlieben và Thiếu tướng Joseph L. Collins đang bàn luận về các điều khoản đầu hàng tại Cherbourg.

Ở khu vực phía tây dãy hành lang được quân Đồng Minh thiết lập tại Normandie là khu vực Cảng Cherbourg, một bến cảng quan trọng tại khu vực Bán đảo Cotetin. Chiếm được bến cảng nước sâu này đồng nghĩa với việc quân Đồng Minh có thể luân chuyển hàng hóa từ Anh vào Pháp một cách nhanh chóng và dễ dàng. Địa hình ở phía sau khu vực Bãi Utah và Omaha phần lớn là bocage (địa hình hỗn hợp giữa rừng và đồng cỏ), với các rặng cây dài và dày cao từ 0,9 tới 1,2 mét được bao bọc bởi các con mương ở hai bên. Nhiều khu vực còn có thêm các chốt kiểm soát và ụ súng máy của quân đội Đức. Phần lớn các con đường đều quá hẹp cho xe tăng và nhiều cánh đồng ở phía sau Utah đã bị quân Đức làm ngập nước. Các đơn vị Đức đóng ở khu vực bán đảo chủ yếu là Sư đoàn Bộ binh 91, Sư đoàn Bộ binh 243 và Sư đoàn Bộ binh 709. Đến ngày D+3 (tức ngày 9 tháng 6), Bộ chỉ huy cấp cao Đồng Minh nhận ra rằng họ không thể chiếm Cherbourg một cách nhanh chóng theo kế hoạch, nên họ đã quyết định cô lập khu vực bán đảo để quân Đức không thể điều động thêm quân tiếp viện vào khu vực này. Sau màn thể hiện tệ hại của Sư đoàn Bộ binh 90 Hoa Kỳ, Thiếu tướng Joseph L. Collins, chỉ huy trưởng Quân đoàn VII, đã giao Sư đoàn Bộ binh số 9 Hoa Kỳ làm nhiệm vụ tiến công vào sâu trong bán đảo. Sư đoàn Bộ binh số 9 tiến vào được vùng biển phía tây Cotentin trong ngày 17 tháng 6, và cô lập Cherbourg. Với sự hỗ trợ của Sư đoàn Bộ binh số 4 và 79, Sư đoàn Bộ binh số 9 kiểm soát được Bán đảo Cotentin vào ngày 19 tháng 6, và chiếm Cherbourg thành công vào ngày 26 tháng 6. Tuy vậy, vào thời điểm đó, quân đồn trú Đức tại Cherbourg đã phá hủy toàn bộ cơ sở vật chất trong cảng trước khi đầu hàng lính Mỹ. Cảng Cherbourg chỉ được đưa vào hoạt động trở lại vào tháng 9 năm 1944.

#### Caen

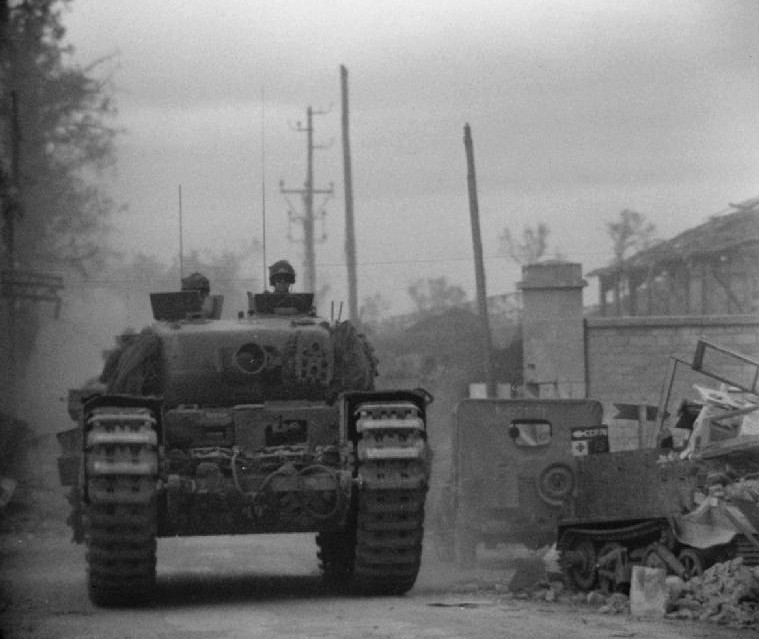
Xe tăng Churchill ARVE của Sư đoàn Thiết giáp 79 đang tiến vào Caen, 10 tháng 7 năm 1944.

Chiến sự tại khu vực Caen giữa các đơn vị Anh và Đức nhanh chóng rơi vào bế tắc. Trong Chiến dịch Perch, Quân đoàn XXX có ý định tiến công xuống phía nam về Cao điểm Pinçon, nhưng ý định đó đã bị từ bỏ và họ chuyển sang kế hoạch tấn công gọng kìm để bao vây Caen. Sư đoàn Thiết giáp số 7 thuộc Quân đoàn XXX đã tiến công từ Tilly-sur-Seulles về phía Villers-Bocage, và Quân đoàn I cố gắng vòng qua Caen để tiến vào phía đông. Cuộc tấn công của Quân đoàn I sau đó đã bị chững lại và Quân đoàn XXX chiếm thành công khu vực Villers-Bocage. Các cuộc giao tranh nổ ra dữ dội, nhiều đơn vị thiết giáp Anh bị phục kích tại khu vực Villers-Bocage và Box khiến họ phải rút về Tilly-sur-Seulles. Sau một cơn bão kéo dài từ ngày 17 tới ngày 23 tháng 6, người Anh mở Chiến dịch Epsom vào ngày 26 tháng 6, với nhiệm vụ là đưa Quân đoàn VII đi vòng qua Caen và tấn công Caen từ phía tây nam, đồng thiết lập một đầu cầu ở phía nam Sông Odon. Mặc dù chiến dịch là một thất bại đối với người Anh, nhưng người Đức đã mất phần lớn số lượng xe tăng trong chiến dịch, khiến họ phải điều động toàn bộ các đơn vị Panzer còn lại vào trong khu vực. Thống chế Rundstedt bị bãi nhiệm ngày 1 tháng 7 và Thống chế Günther von Kluge được bổ nhiệm làm Chỉ huy trưởng OB West. Các vùng ngoại ô phía bắc của Caen bị ném bom vào tối ngày 7 tháng 7 và người Anh chiếm thành công khu vực phía bắc Sông Orne trong Chiến dịch Charnwood vào ngày 8–9 tháng 7. Phần còn lại của Caen và vùng đất cao phía nam Caen bị người Anh chiếm trong Chiến dịch Atlantic và Chiến dịch Goodwood từ ngày 18 tới ngày 21 tháng 7. Caen gần như bị phá hủy hoàn toàn sau khi người Anh tiến vào trong thành phố.

### Giai đoạn 2: Tiến sâu vào đất liền

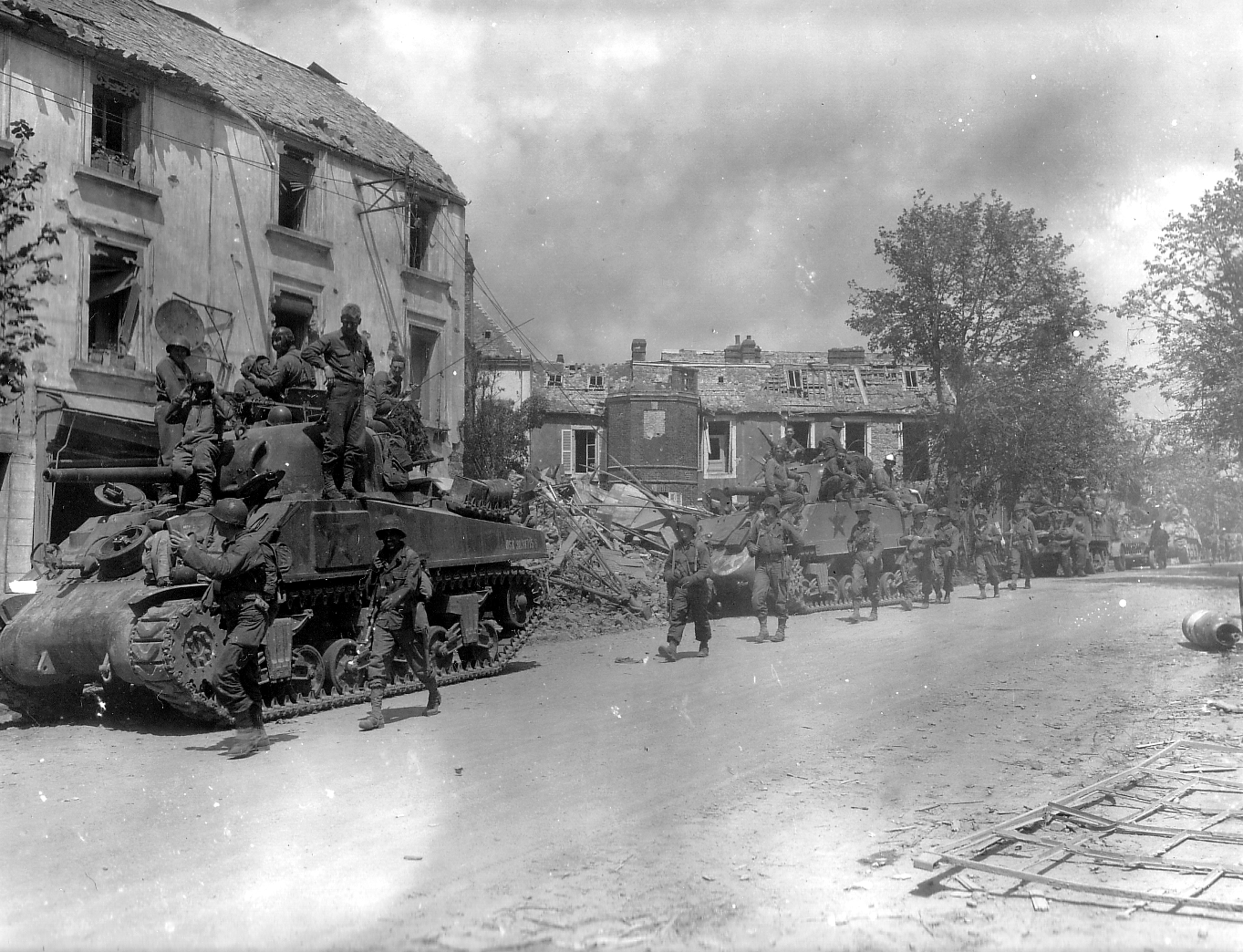
Sư đoàn Bộ binh số 4 Hoa Kỳ đang hành quân qua một thị trấn ở Coutances, Pháp trong Chiến dịch Cobra.

Sau khi kiểm soát được khu vực Bán đảo Cotentin về phía nam đến tận Saint-Lô, Tập đoàn quân số 1 Hoa Kỳ của Trung tướng Ormar Bradley mở Chiến dịch Cobra vào ngày 25 tháng 7 và tiến xuống phía nam về Avaranches vào ngày 1 tháng 8. Tập đoàn quân số 2 Anh Quốc của Trung tướng Miles Dempsey mở Chiến dịch Bluecoat vào ngày 30 tháng 7, với mục tiêu chiếm giữ Vire và Cao điểm Pinçon. Tập đoàn quân số 3 của Trung tướng George Patton, được thành lập vào ngày 1 tháng 8 năm 1944, nhanh chóng đánh chiếm Brittany và khu vực đến tận phía nam Sông Loire, trong khi Tập đoàn quân số 1 duy trì áp lực ở phía đông về Le Mans để bảo vệ sườn của Tập đoàn quân số 3. Đến ngày 3 tháng 8, Tập đoàn quân số 3 tiến về phía đông, hướng tới nơi tập trung chính của lực lượng Đức ở phía nam Caen. Bất chấp sự phản đối của Thống chế von Kluge, Hitler đã ra lệnh tiến hành một cuộc phản công (Chiến dịch Lüttich) từ Vire về phía Avraches.

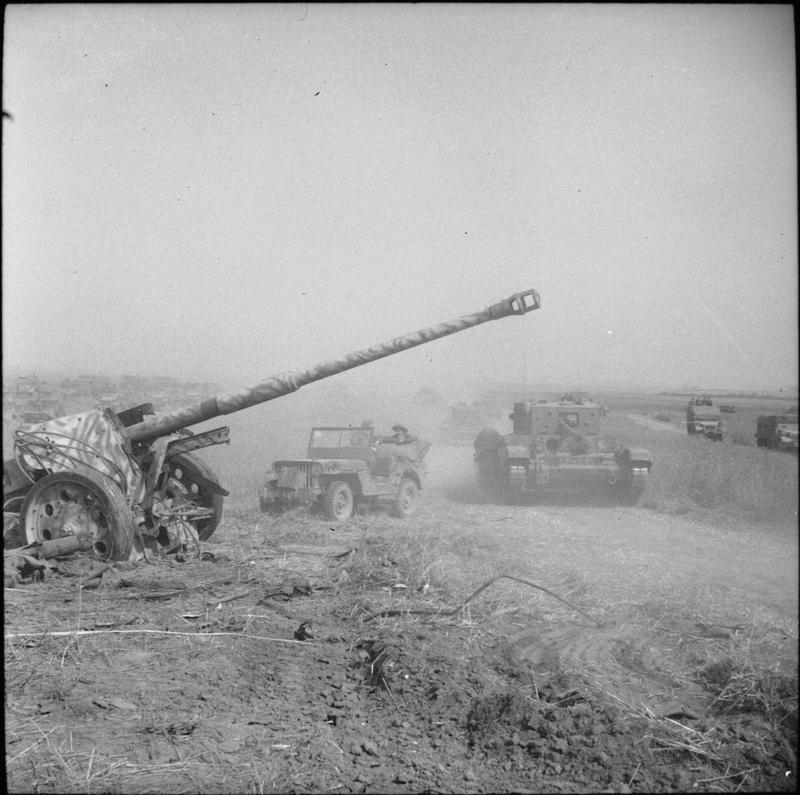
Một xe tăng Cromwell thuộc Sư đoàn Thiết giáp số 1 Ba Lan đang di chuyển qua một khẩu pháo Pak 43 bị quân Đức bỏ lại trong Chiến dịch Totalize.

Khi Quân đoàn II Canada tiến công từ Caen về phía nam, hướng đến Falaise trong Chiến dịch Totalize ngày 8 tháng 8, Bradley và Montgomery nhận ra rằng họ đang có một cơ hội ngàn vàng để bao vây quân Đức tại cái túi Falaise. Tập đoàn quân số 3 tiếp tục khép vòng vây từ phía nam, và đánh chiếm thành công Alençon vào ngày 11 tháng 8. Mặc dù Hitler liên tục yêu cầu đến ngày 14 tháng 8 rằng các đơn vị Đức tại Falaise nên phản công, Kluge và ban tham mưu của ông bắt đầu lên kế hoạch rút lui về phía đông. Cuộc hành quân của các lực lượng Đức đã bị cản trở nghiêm trọng bởi Hitler khăng khăng muốn tự mình đưa ra tất cả các quyết định quan trọng. Điều này khiến lực lượng của Hitler rơi vào trạng thái đứng yên và không có lệnh trong khoảng thời gian 24 giờ. Chiều 12 tháng 8, Patton hỏi Bradley về việc đơn vị của Patton có nên tiếp tục tiến công lên phía bắc để giúp khóa chặt vòng vây quân đội Đức. Bradley từ chối, nói rằng Montgomery đã điều động Tập đoàn quân số 1 Canada vào khu vực phía bắc. Quân đội Canada, dù gặp kháng cự mãnh liệt, nhưng họ vẫn chiếm thành công thị trấn Falaise vào ngày 16 tháng 8. Vòng vây của quân Đồng Minh được khép kín và khiến hơn 50.000 binh sĩ Đức bị bao vây, nhưng hơn 1/3 binh sĩ của Tập đoàn quân số 7 và chín trên 11 sư đoàn Panzer đã kịp rút lui về phía đông. Quyết định bao vây cái túi Falaise của Montgomery đã gặp nhiều chỉ trích bởi các sĩ quan người Mỹ lúc đó, đặc biệt là Trung tướng George Patton, mặc dù Bradley tin rằng Patton sẽ không thể thu hẹp vòng vây kịp thời gian như Montgomery đã làm. Hitler cách chức Thống chế Kluge khỏi quyền chỉ huy OB West vào ngày 15 tháng 8, và được thay thế bởi Thống chế Walter Model. Kluge uống thuộc độc tự sát vào ngày 19 tháng 8 sau khi Hitler được biết rằng ông có dính líu tới vụ ám sát Hitler vào ngày 20 tháng 7 năm 1944.
Quân Kháng chiến Pháp tại Paris bắt đầu nổi dậy vào ngày 19 tháng 8 năm 1944. Ban đầu, Eisenhower muốn bỏ qua Paris để theo đuổi các mục tiêu khác, nhưng sau khi nhận được báo cáo về nạn đói lan nhanh trong thành phố và tuyên bố của Hitler về việc phá hủy Paris, de Gaulle kiên quyết rằng Paris cần phải được chiếm lại bằng mọi giá. Sư đoàn Thiết giáp số 2 Pháp Tự Do của Trung tướng Philippe Leclerc tấn công từ phía tây Paris vào ngày 24 tháng 8, và Sư đoàn Bộ binh số 4 Hoa Kỳ tiến công từ phía nam. Giao tranh lẻ tẻ diễn ra suốt đêm và Paris được quân Đồng Minh giải phóng vào sáng ngày 25 tháng 8.
Trong ngày 25 tháng 8, Sư đoàn Thiết giáp số 2 Hoa Kỳ chiếm được Elbeuf và hội quân với các đơn vị thiết giáp Anh và Canada trong khu vực. Sư đoàn Bộ binh số 2 Canada tiến vào Forêt de la Londe trong buổi sáng ngày 27 tháng 8. Khu rừng này được quân Đức tổ chức phòng thủ rất bài bản, khiến Lữ đoàn Bộ binh số 4 và 6 của Sư đoàn Bộ binh số 2 Canada gặp thương vong nghiêm trọng sau ba ngày chiến đấu. Quân Đức rút khỏi khu rừng vào ngày 29 tháng 8 và vượt Sông Seine vào ngày 30. Chiều 30 tháng 8, Sư đoàn Bộ binh số 3 Canada vượt Sông Seine và tiến vào Rouen trong sự chào đón nồng nhiệt của người dân địa phương.

## Kết thúc chiến dịch

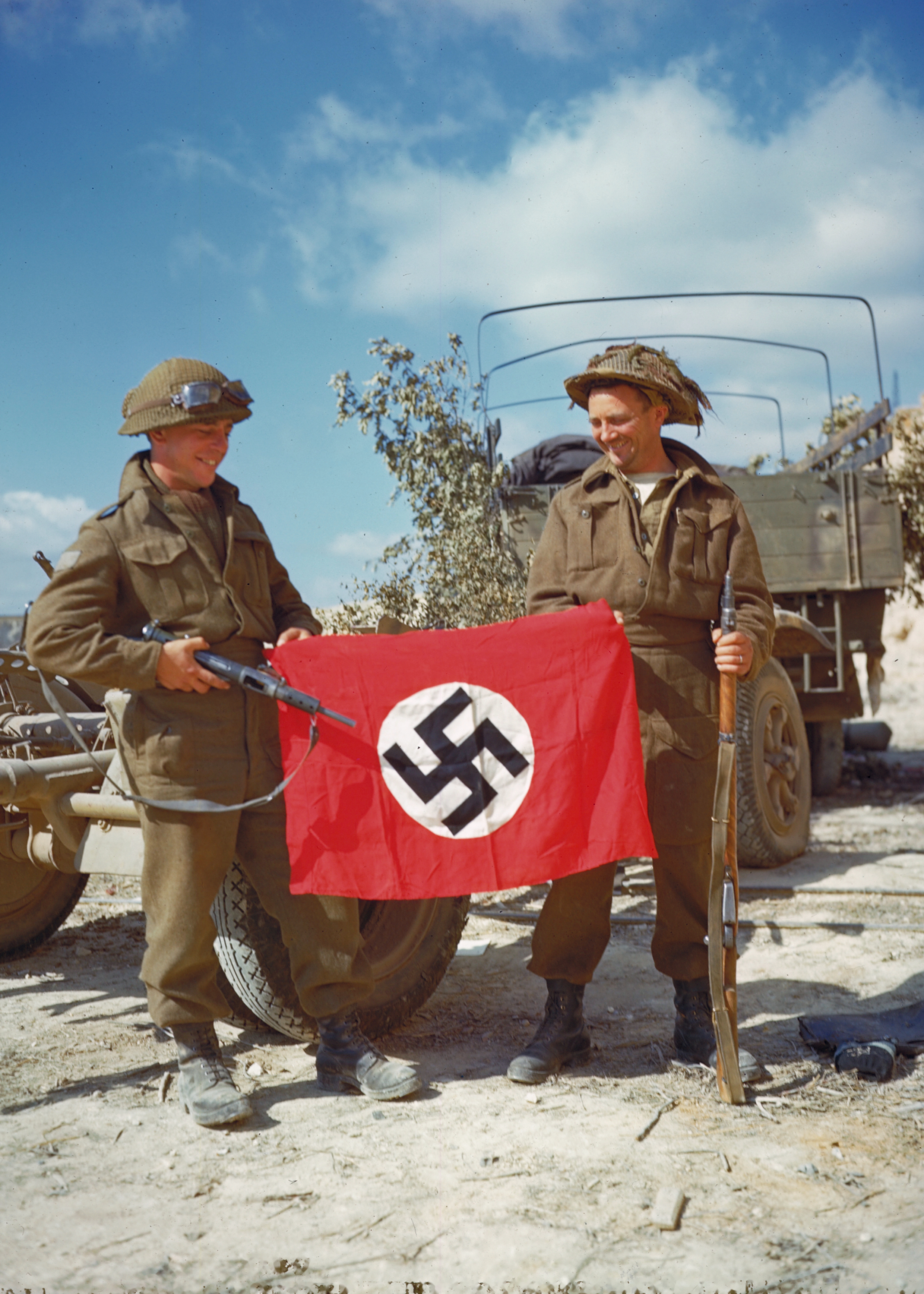
Hai người lính Canada cùng chiến lợi phẩm của họ, lá cờ Đức Quốc Xã, tại Hautmesnil, Pháp.

Overlord là chiến dịch tấn công từ biển vào đất liền lớn nhất trong lịch sử, với sự góp mặt của hơn 1.200 máy bay, hơn 5.000 tàu đổ bộ các loại, 289 tàu chiến, 277 tàu quét mìn. Gần 160.000 binh lính Đồng Minh tham gia đổ bộ trong ngày đầu tiên, và có hơn 2.000.000 binh lính Đồng Minh đã có mặt tại Pháp tính đến thời điểm cuối tháng 8 năm 1944. Việc mở mặt trận thứ hai tại Tây Âu là một đòn tâm lý rất lớn đối với Đức Quốc Xã, vì từ đầu người Đức đã lo ngại về việc phải đối đầu với kẻ thù tại hai mặt trận như hồi Thế chiến I sẽ lặp lại. Cuộc đổ bộ vào Normandie được coi là đã mở màn cho "cuộc chạy đua tại Châu Âu" giữa Liên Xô và các nước phương Tây. Một số nhà sử học sau này cho rằng Overlord là sự bắt đầu của Chiến tranh Lạnh.
Chiến thắng của quân Đồng Minh ở Normandie là do nhiều yếu tố khác nhau. Việc xây dựng Bức tường Đại Tây Dương của quân đội Đức mới chỉ hoàn thành một phần, không lâu trước Ngày D. Rommel báo cáo rằng việc xây dựng mới chỉ hoàn thành 18% ở một số khu vực vì các nguồn lực đã được chuyển đi nơi khác. Chiến dịch đánh lạc hướng Fortitude đã thành công và đã khiến quân Đức phải dàn trải quân của họ ra một đường bờ biển khổng lồ. Quân Đồng Minh đã đạt được và duy trì hiệu quả ưu thế trên không, đồng nghĩa với việc quân Đức không thể biết được các hoạt động chuẩn bị đang diễn ra ở Anh và không thể can thiệp bằng các cuộc tấn công bằng máy bay ném bom. Cơ sở hạ tầng giao thông ở Pháp đã bị phá hủy nghiêm trọng bởi máy bay ném bom Đồng Minh và quân Kháng chiến Pháp, khiến quân Đức gặp nhiều khó khăn trong việc triển khai các đơn vị tiếp viện và tiếp tế vào mặt trận. Dù các trận pháo kích không đạt hiệu quả tại nhiều khu đổ bộ, nhưng các xe thiết giáp chuyên dụng đã hoạt động hiệu quả (ngoại trừ Bãi Omaha) bằng việc cung cấp các hỏa lực pháo hỗ trợ và dọn đường cho bộ binh đổ bộ vào bãi biển. Sự thiếu quyết đoán và cơ cấu chỉ huy quá phức tạp của Bộ Tư lệnh Tối cao Đức cũng là yếu tố dẫn đến thành công của quân Đồng Minh.

## Thương vong

### Đồng Minh

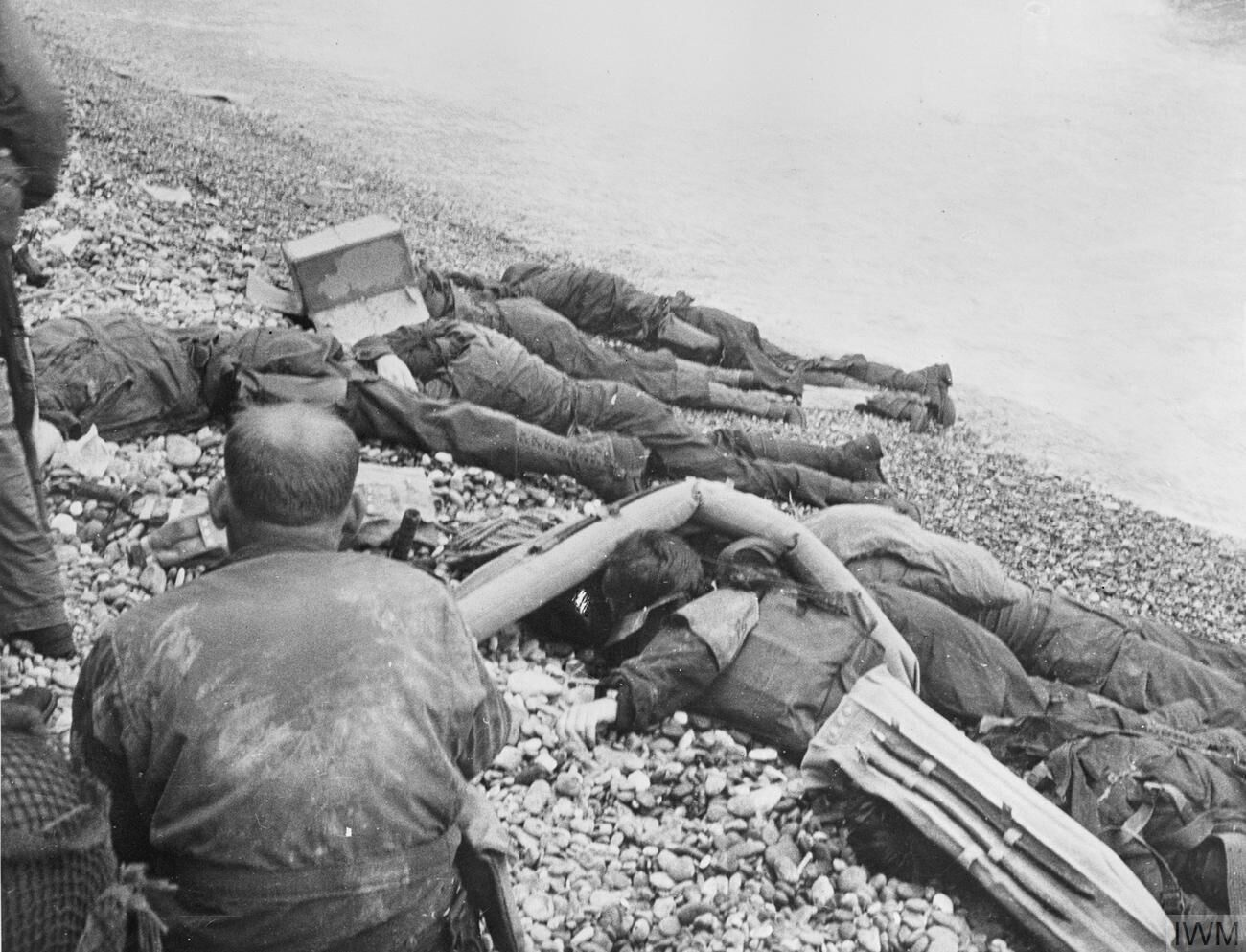
Thi thể của lính Mỹ thuộc Sư đoàn Bộ binh 29 tại Bãi Omaha, Vierville-sur-Me, sáng 6 tháng 6 năm 1944.

Từ ngày 6 tháng 6 tới ngày 21 tháng 8 năm 1944, quân đội Đồng Minh đã đưa tổng cộng 2.052.299 binh sĩ vào miền bắc nước Pháp. Thương vong của Mỹ là 124.394 người, trong đó có 20.668 binh sĩ tử trận và hơn 10.000 binh sĩ vẫn còn mất tích. Thương vong của Tập đoàn quân số 1 Canada và Tập đoàn quân số 2 Anh Quốc là 83.045 người, bao gồm 15.995 binh sĩ tử trận, 57.996 binh sĩ bị thương và 9.054 binh sĩ mất tích. Quân đội Canada mất tổng cộng 18.444 người, trong đó có 5.021 binh sĩ tử trận. 156 binh sĩ Canada bị hành quyết bởi lính Waffen-SS Đức tại Normandie trong khoảng thời gian từ ngày 6 tới ngày 11 tháng 6. Không quân Đồng Minh đã thực hiện tổng cộng 480.317 phi vụ xuất kích trong Chiến dịch Overlord và họ mất 4.101 máy bay và 16.714 thành viên phi hành đoàn (bao gồm 8.536 thành viên của Không lực Lục quân Hoa Kỳ, 8.178 phi công và thành viên phi hành đoàn của Không quân Hoàng Gia Anh). Các đơn vị SAS Pháp Tự Do mất 77 người, 197 người bị thương và mất tích. Quân đội Đồng Minh ước tính mất khoảng 4.000 xe tăng các loại. Các nhà sử học ước tính rằng, quân Đồng Minh đã chịu mức thương vong ít nhất là 225.606 người và cao nhất là 226.386 người.

### Đức Quốc Xã

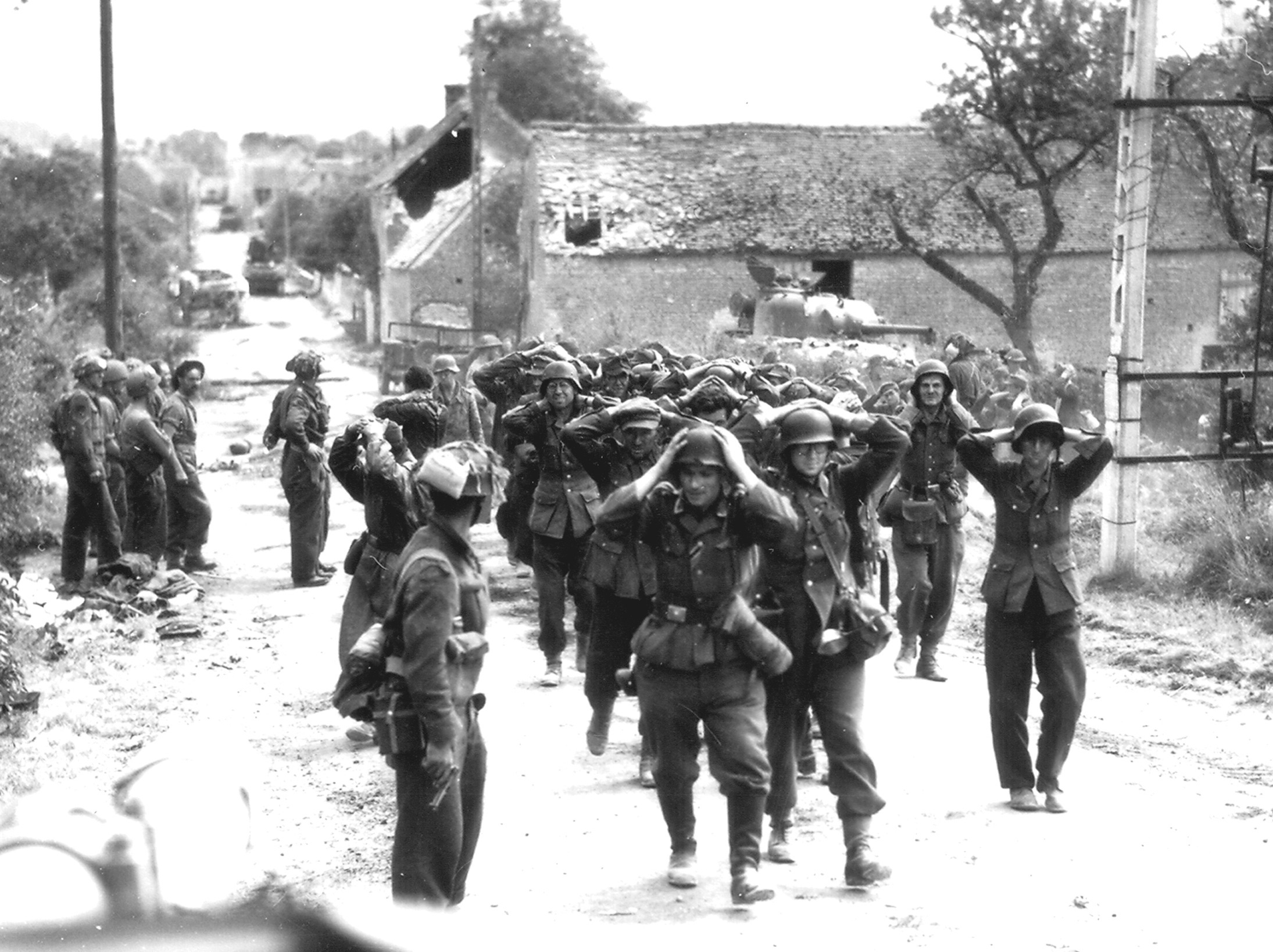
Lính Đức đầu hàng quân đội Canada ở Saint-Lambert-sur–Dive

Dựa theo báo cáo của các đơn vị Đồng Minh ở miền Bắc nước Pháp, có tổng cộng hơn 47.000 lính Đức bị bắt làm tù binh vào tháng 6 năm 1944, 36.000 người vào tháng 7 và 150.000 người vào tháng 8, tổng cộng là khoảng 233.000 tù binh Đức. Hiện có khoảng 80.000 lính Đức được chôn cất tại các nghĩa trang ở Normandie, dù con số này là chưa chính xác vì con số này chưa cụ thể rằng có bao nhiêu người chết trong thời gian diễn ra Chiến dịch Overlord hay khoảng thời gian hậu Overlord.

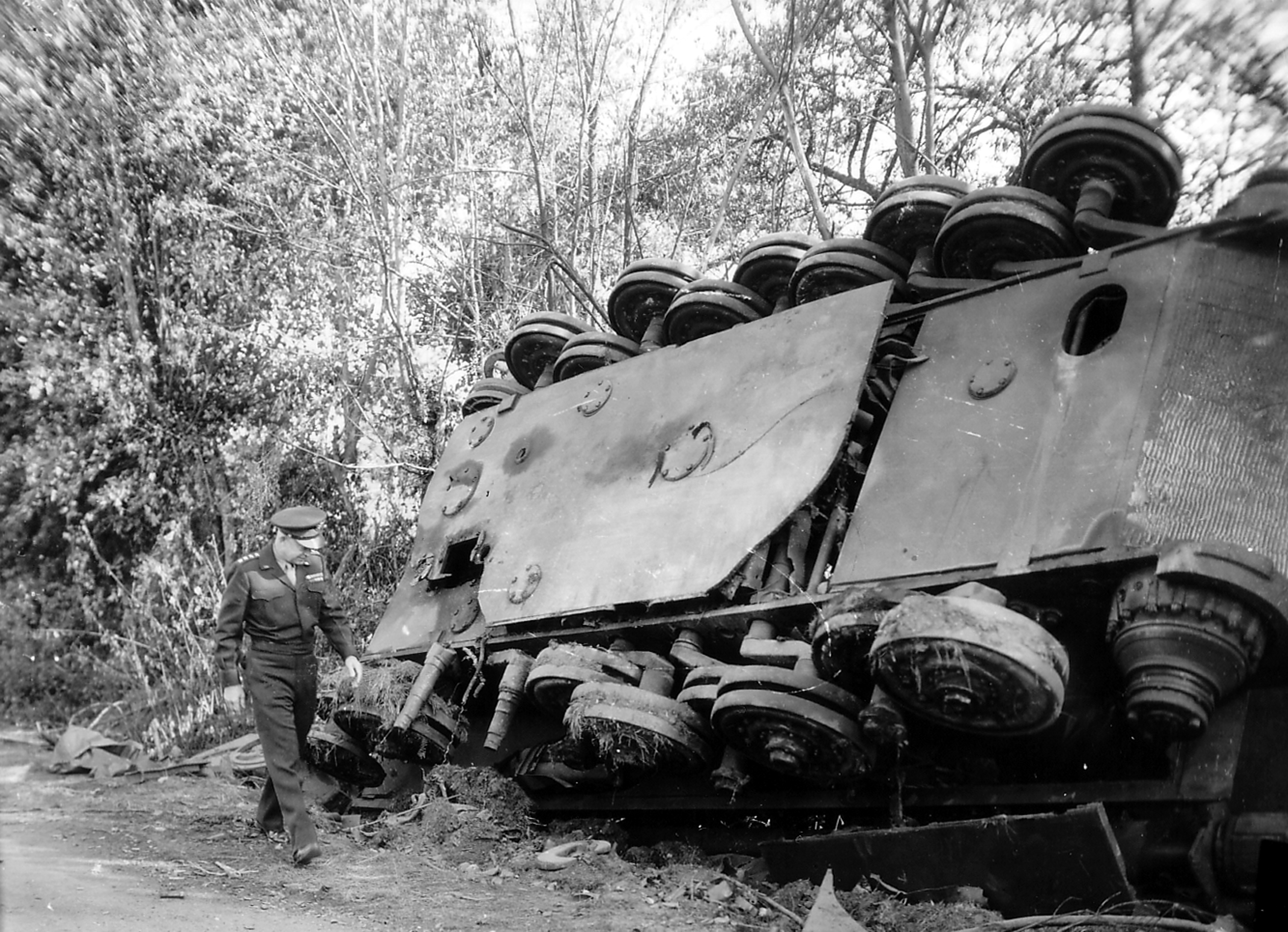
Đại tướng Dwight Eisenhower đi ngang qua xác của một chiếc Tiger II bị phá hủy sau trận đánh ở thị trấn Chambois, Pháp.

Bộ chỉ huy Quân đội Đức tại Pháp báo cáo rằng họ mất 158.930 binh sĩ tính từ ngày 6 tháng 6 tới ngày 14 tháng 8. Hơn 10.000 binh sĩ tử trận và khoảng 40.000 người bị bắt làm tù binh sau khi bị quân Đồng Minh bao vây tại Falaise. Tài liệu của Đức vẫn chưa thống nhất và còn nhiều mâu thuẫn về con số thương vong trên. Nhà sử học Niklas Zetterling viết rằng OB West ước tính con số thương vong ở Mặt trận phía Tây giai đoạn hè 1944 (bao gồm cả Chiến dịch Dragoon ở miền nam nước Pháp) lên đến 289.000 người, trong đó có: 23.019 binh lính tử trận, 67.060 người bị thương và 198.616 người mất tích. Cũng theo Zetterling, thương vong của quân đội Đức ở vùng Normandie từ ngày 6 tháng 6 tới tháng 8 là 210.000; nhưng ông cũng nói thêm rằng "quân Đức rất có thể đã phải chịu thêm nhiều tổn thất khác về nhân lực khi các căn cứ không quân và hải quân bị tấn công đánh chiếm... Nhưng không có số liệu nghiên cứu về những nội dung này." Các nhà sử học khác đưa ra con số cao hơn như: 400.000 (200.000 tử trận và bị thương, 200.000 bị bắt làm tù binh), 500.000 (290.000 tử trận hoặc bị thương, và 210.000 bị bắt làm tù binh), hoặc 530.000.
Đến giờ vẫn chưa có số liệu chính thức về mức thiệt hại xe tăng Đức tại khu vực Normandie. Ước tính khoảng 2.300 xe tăng và pháo tự hành xung kích của Đức đã được điều động vào khu vực, và chỉ còn khoảng 100 đến 120 xe vượt Sông Seine để rút lui vào giai đoạn cuối của Chiến dịch Overlord. Trong khi quân đội Đức báo cáo rằng họ mất 481 xe tăng trong thời gian chiến đấu từ ngày 6 tháng 6 tới ngày 31 tháng 7, Bộ phận Nghiên cứu Tác chiến số 2 của Cụm tập đoàn quân 21 chỉ ra rằng quân Đồng Minh đã phá hủy khoảng 550 xe tăng Đức từ giữa tháng 6 tới tháng 7, và thêm 500 xe nữa vào tháng 8, tổng cộng là 1.050 xe tăng Đức bị phá hủy, với hơn 100 xe bị tiêu diệt bởi máy bay. Không quân Đức Quốc Xã mất 2.127 máy bay các loại. Tính đến thời điểm cuối của Chiến dịch Overlrod, 55 sư đoàn của Đức (42 sư đoàn bộ binh và 13 sư đoàn panzer) được đặt vào tình trạng không còn chiến đấu hiệu quả, bảy sư đoàn trong số đó đã bị giải tán. Đến tháng 9 năm 1944, OB West chỉ còn lại 13 sư đoàn bộ binh, ba sư đoàn panzer và hai lữ đoàn panzer còn khả năng chiến đấu hiệu quả.

### Dân thường

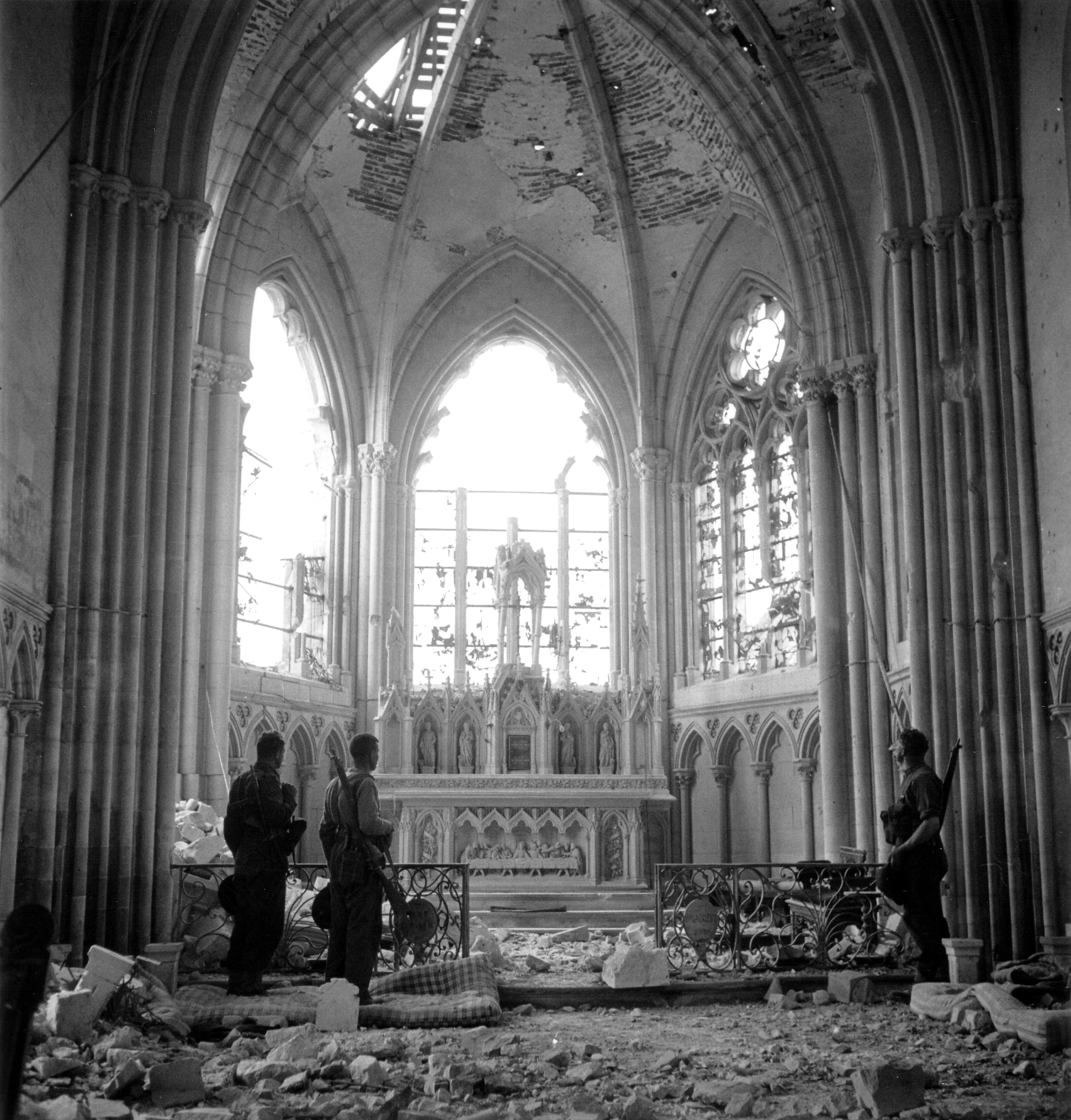
Binh sĩ Canada thuộc Lữ đoàn Bộ binh số 9 bên trong một căn nhà thờ đổ nát ở thị trấn Carpiquet, gần Caen, 12 tháng 7 năm 1944.

Trong thời gian diễn ra Chiến dịch Overlord, có khoảng 13.632–19.890 thường dân Pháp thiệt mạng, và hàng vạn người bị thương. Ước tính có khoảng 11.000–19.000 thường dân Pháp đã mất mạng trong giai đoạn trước cuộc đổ bộ. Tổng cộng hơn 70.000 người dân Pháp đã bỏ mạng trong suốt cuộc chiến, và mức thương vong này tiếp tục tăng cao sau chiến tranh do ảnh hưởng của các loại bom mìn và vật liệu nổ nằm lại dưới mặt đất.
Trước thời điểm diễn ra cuộc đổ bộ, SHAEF đã ra các chỉ thị về việc hạn chế đánh phá các khu di tích lịch sử tại Pháp. Những địa điểm này, có tên trong Danh sách Di tích Nội vụ Chính thức, sẽ không cho phép quân đội sử dụng bởi trừ khi nhận được sự cho phép của các cấp trên của bộ chỉ huy. Tuy nhiên, các ngọn tháp, nhà thờ và các công trình kiến trúc bằng đá khác trên khắp khu vực Normandie đã bị hư hại hoặc bị phá hủy để ngăn không cho người Đức sử dụng.
Nhiều thành phố và thị trấn ở Normandie đã bị phá hủy hoàn toàn trong các đợt giao tranh và không kích. Khi Trận Caen kết thúc, chỉ còn lại khoảng 8.000 căn nhà cho mức dân số hơn 60.000 người ở Caen. Trong số 18 nhà thờ ở Caen, bốn nhà thờ bị phá hủy nghiêm trọng và năm nhà thờ bị phá hủy hoàn toàn, cùng với 66 khu di tích lịch sử khác. Tại khu vực Calvados, hơn 76.000 người dân rơi vào tình trạng vô gia cư. Trong tổng số 210 người gốc Do Thái sinh sống tại Caen trước chiến tranh, chỉ còn một người sống sót khi cuộc chiến kết thúc.

## Tưởng niệm
Các bãi biển ở Normandie ngày nay vẫn được gọi tên bằng những cái tên được quân Đồng Minh sử dụng trong chiến dịch Overlord. Tại khu vực Bãi biển Omaha, những tàn tích của cảng nhân tạo Mulberry, cùng với vài chướng ngại vật của quân đội Đức vẫn còn tồn tại tại đây. Một đài tưởng niệm của Lực lượng Vệ binh Quốc Gia Hoa Kỳ được xây dựng ở vị trí của một cứ điểm cũ của Đức. Mũi Hoc không có sự thay đổi đáng kể từ năm 1944, với số lượng hố bom bao trùm khu vực và phần lớn hệ thống công sự vẫn còn nguyên vẹn. Trận địa pháo Longues-sur-Mer cùng khu vực Cảng B thuộc Cảng nhân tạo Mulberry vẫn được bảo quản tốt tại Arromanches. Đài Tưởng niệm và Nghĩa trang Liệt sĩ của Mỹ tại Normandie được xây dựng gần đó, tại Colleville-sur-Mer. Bảo tàng về cuộc đổ bộ ở Bãi Utah được xây dựng ở Sainte-Marie-du-Mont và một bảo tàng khác được xây dựng tại Sainte-Mère-Église để tri ân những người lính dù và phi hành đoàn Hoa Kỳ. Hai nghĩa trang liệt sĩ của Đức đã được xây dựng xung quanh Sainte-Mère-Église.

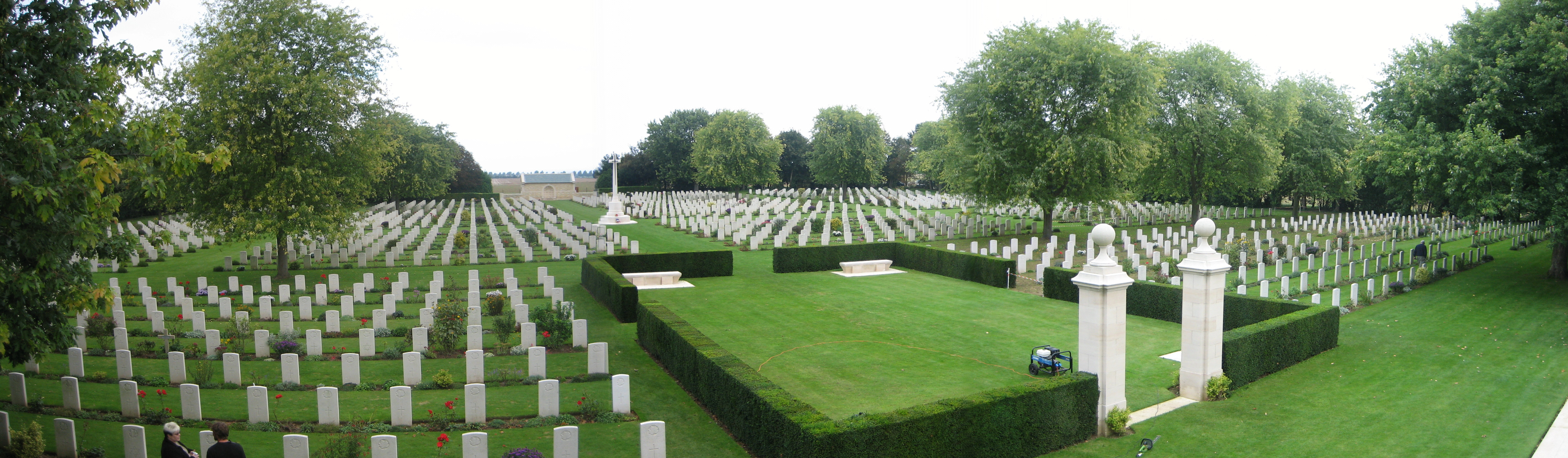
Nghĩa trang Liệt sĩ Canada tại Bény-sur-Mer
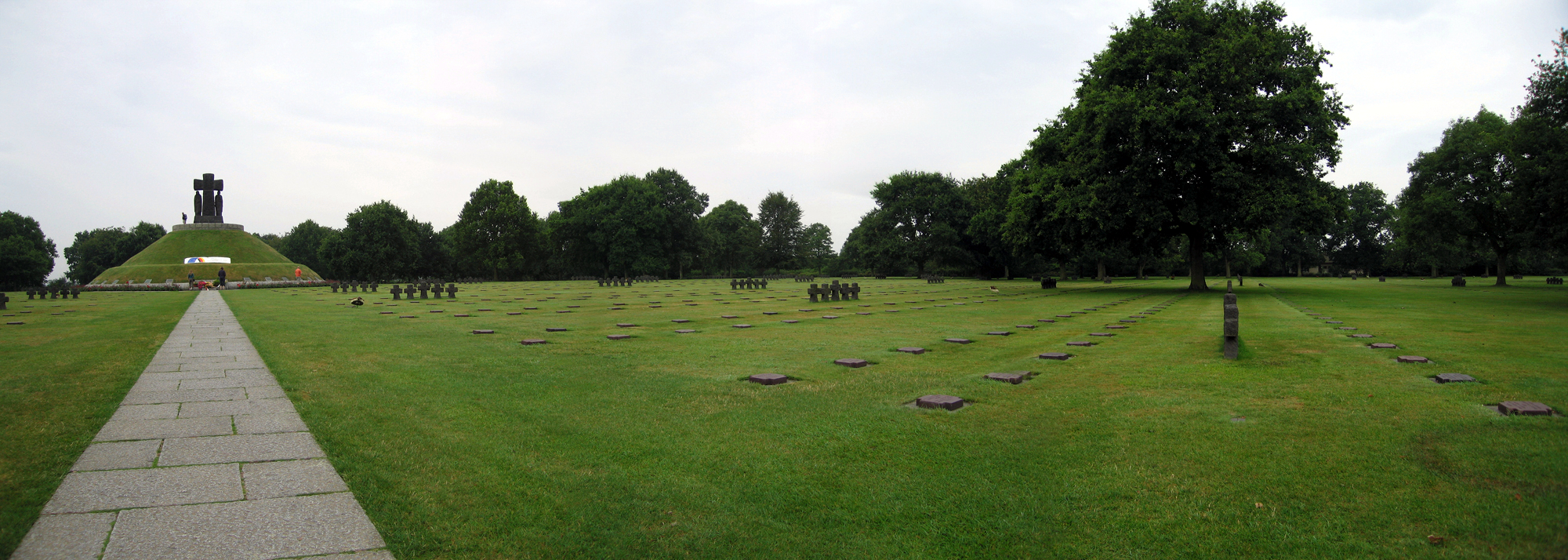
Nghĩa trang Liệt sĩ Đức La Cambe, gần Bayeux.
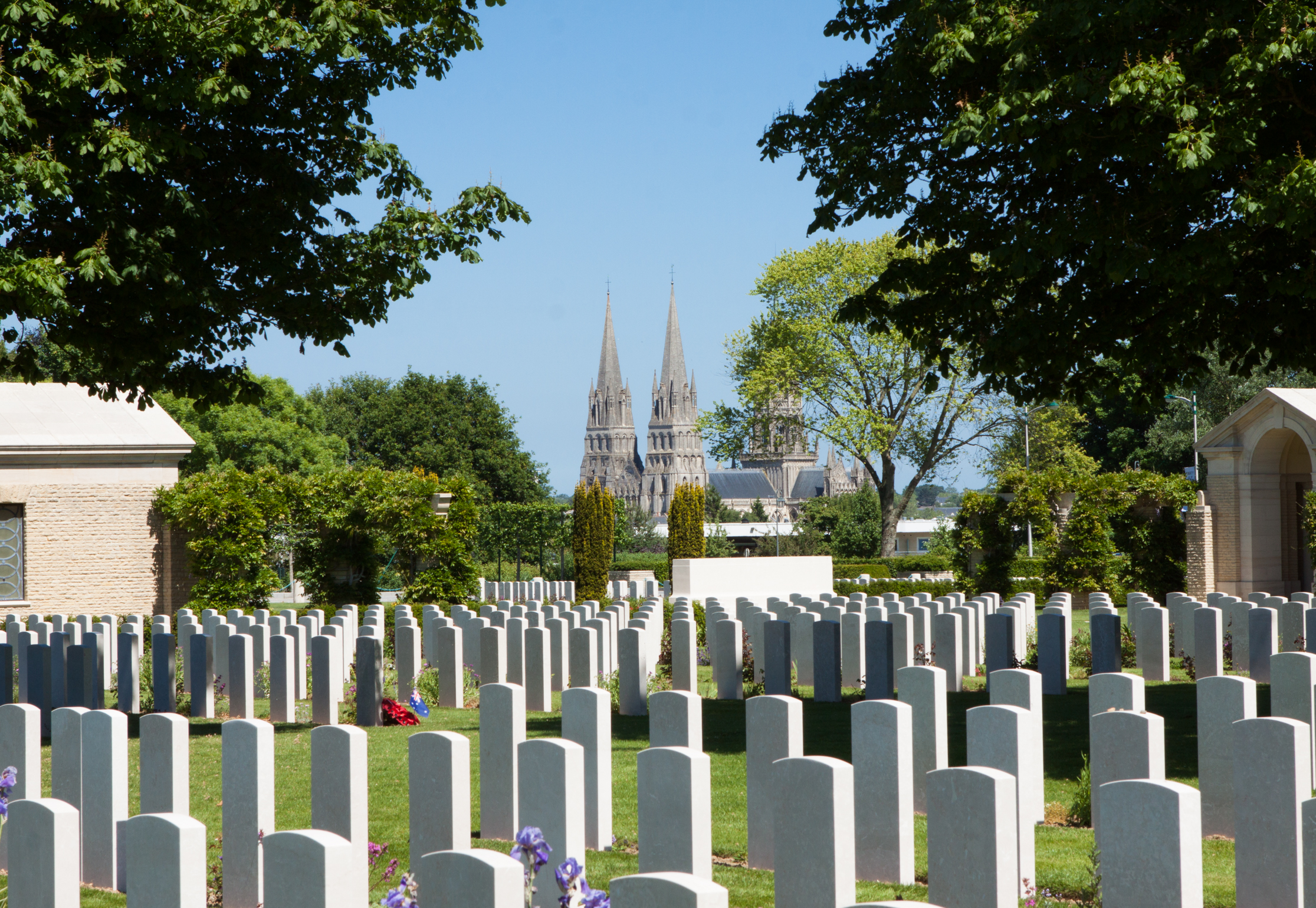
Nghĩa trang Liệt sĩ Khối Thịnh vượng chung tại Bayeux.
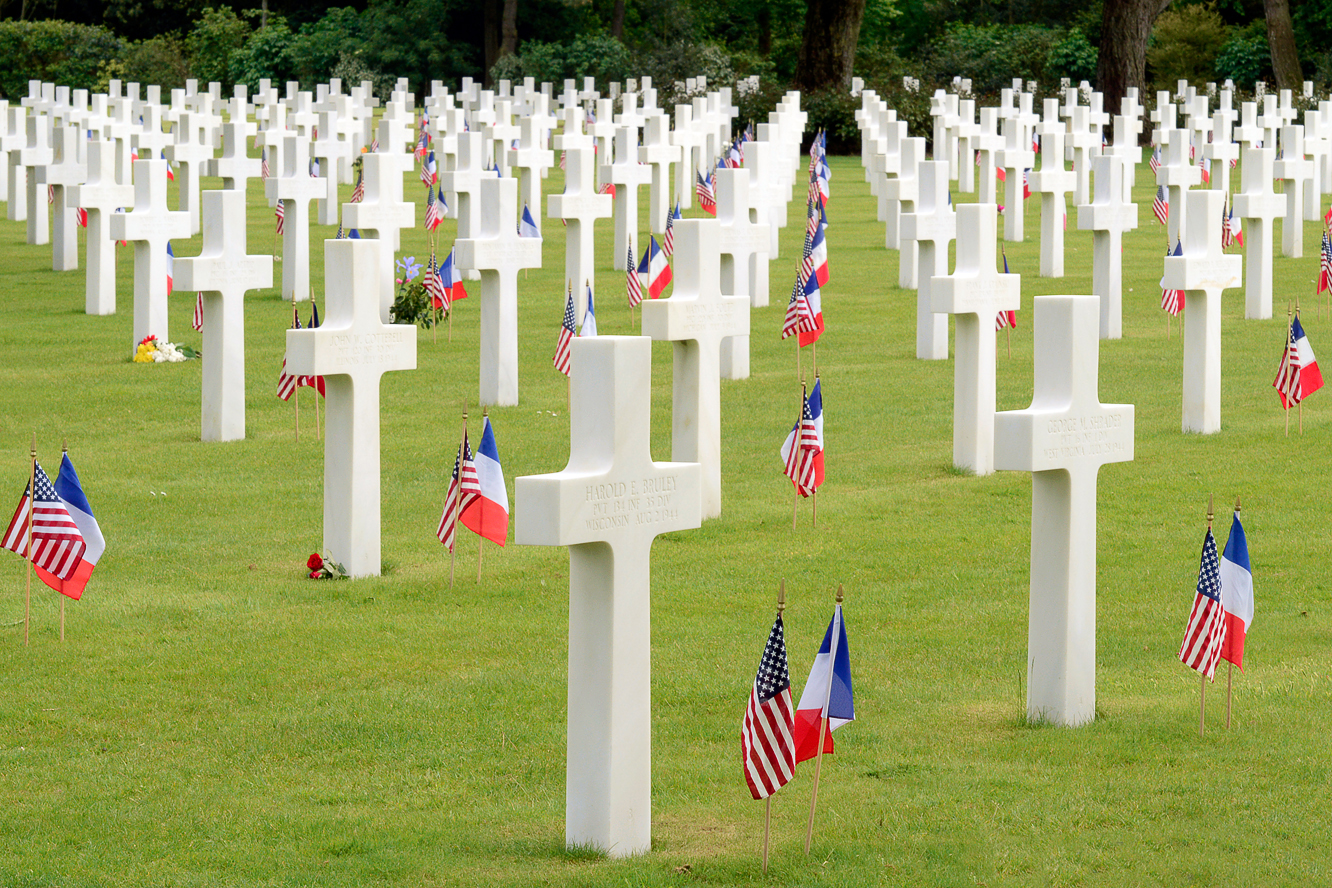
Đài Tưởng niệm và Nghĩa trang Liệt sĩ Mỹ tại Normandie, nhìn ra Bãi Omaha.

### Sách tham khảo
- Ambrose, Stephen (1994) [1993]. D-Day ngày 6 tháng 6 năm 1944: The Climactic Battle of World War II. New York: Simon & Schuster. ISBN 978-0-671-67334-5.
- Army Battle Casualties and Non-Battle Deaths in World War II,: Final Report, 7 December 1941 to 31 December 1946. Washington, DC: Statistical and Accounting Branch, Office of the Adjutant General, Department of the Army. ngày 1 tháng 6 năm 1953. OCLC 220594130.
- Badsey, Stephen (1990). Normandy 1944: Allied Landings and Breakout. Osprey Campaign Series. Botley, Oxfordshire: Osprey Publishing. ISBN 0-85045-921-4.
- Beevor, Antony (2009). D-Day: The Battle for Normandy. New York; Toronto: Viking. ISBN 978-0-670-02119-2.
- Beevor, Antony (2012). The Second World War. New York: Little, Brown and Company. ISBN 978-0-316-02374-0.
- Boog, Horst; Krebs, Gerhard; Vogel, Detlef (2006). The Strategic Air War in Europe and the War in the West and East Asia 1943–1944/5. Germany and the Second World War. Oxford: Clarendon Press. ISBN 978-0-198-22889-9.
- Bickers, Richard Townshend (1994). Air War Normandy. London: Leo Cooper. ISBN 0-85052-412-1.
- Bradley, Omar N. (1951). A Soldier's Story. New York: Holt. OCLC 769013111.
- Brown, Anthony Cave (2007) [1975]. Bodyguard of Lies: The Extraordinary True Story Behind D-Day. Guilford, CT: Globe Pequot. ISBN 978-1-59921-383-5.
- Buckingham, William F. (2004). D-Day: The First 72 Hours. Stroad, Gloucestershire: Tempus. ISBN 978-0-7524-2842-0.
- Buckley, John (2006) [2004]. British Armour in the Normandy Campaign 1944. Abingdon, Oxfordshire: Taylor & Francis. ISBN 0-415-40773-7.
- Churchill, Winston (1949). Their Finest Hour. The Second World War. Quyển II. Boston; Toronto: Houghton Mifflin. OCLC 396145.
- Churchill, Winston (1951) [1948]. Closing the Ring. The Second World War. Quyển V. Boston: Houghton Mifflin. OCLC 396150.
- Copp, J. Terry (2000). Montgomery's Scientists: Operational Research in Northwest Europe: The Work of No. 2 Operational Research Section with 21 Army Group, June 1944 to July 1945. Waterloo, Ontario: Laurier Centre for Military, Strategic and Disarmament Studies, Wilfrid Laurier University. ISBN 978-0-9697955-9-9.
- Copp, J. Terry (2003). Fields of Fire: The Canadians in Normandy. Toronto: University of Toronto Press. ISBN 0-8020-3730-5.
- Corta, Henry (1952). Les bérets rouges [The Red Berets] (bằng tiếng Pháp). Paris: Amicale des anciens parachutistes SAS. OCLC 8226637.
- Corta, Henry (1997). Qui ose gagne [Who dares, wins] (bằng tiếng Pháp). Vincennes, France: Service Historique de l'Armée de Terre. ISBN 978-2-86323-103-6.
- Dear, I.C.B.; Foot, M.R.D., biên tập (2005) [1995]. The Oxford Companion to World War II. Oxford; New York: Oxford University Press. ISBN 978-0-19-280666-6.
- D'Este, Carlo (2004) [1983]. Decision in Normandy: The Real Story of Montgomery and the Allied Campaign. London: Penguin. ISBN 0-14-101761-9. OCLC 44772546.
- Drez, Ronald J. (2005). "Juno Beach: World War II". www.britannica.com (bằng tiếng Anh). Truy cập ngày 23 tháng 3 năm 2022.
- Ellis, L.F.; Allen, G.R.G.; Warhurst, A.E. (2004) [1962]. Butler, J.R.M (biên tập). Victory in the West, Volume I: The Battle of Normandy. History of the Second World War United Kingdom Military Series. London: Naval & Military Press. ISBN 1-84574-058-0.
- Evans, Richard J. (2008). The Third Reich at War. New York: Penguin Group. ISBN 978-0-14-311671-4.
- Fenton, Ben (ngày 26 tháng 4 năm 2004). "The disaster that could have scuppered Overlord". The Telegraph. Telegraph Media Group. Truy cập ngày 16 tháng 2 năm 2014.
- Flint, Edward R (2009). The development of British civil affairs and its employment in the British Sector of Allied military operations during the Battle of Normandy, June to August 1944 (Luận văn). Cranfield, Bedford: Cranfield University; Cranfield Defence and Security School, Department of Applied Science, Security and Resilience, Security and Resilience Group. OCLC 757064836.
- Ford, Ken; Zaloga, Steven J (2009). Overlord: The D-Day Landings. Oxford; New York: Osprey. ISBN 978-1-84603-424-4.
- Forty, George (2004). Villers Bocage. Battle Zone Normandy. Sutton Publishing. ISBN 0-7509-3012-8.
- Frittoli, Edoardo (ngày 7 tháng 6 năm 2019). "Giugno 1944: gli Italiani in Normandia nei giorni dello sbarco". www.panorama.it (bằng tiếng Ý). Truy cập ngày 29 tháng 11 năm 2020.
- Gaddis, John Lewis (1990) [1972]. Russia, the Soviet Union, and the United States: An Interpretive History. New York: McGraw-Hill. ISBN 978-0-07-557258-9.
- Giangreco, Dennis; Moore, Kathryn; Polmar, Norman (2004). Eyewitness D-Day: Firsthand Accounts from the Landing at Normandy to the Liberation of Paris. New York: Barnes & Noble. ISBN 978-0-7607-5045-2.
- Gilbert, Martin (1989). The Second World War: A Complete History. New York: H. Holt. ISBN 978-0-8050-1788-5.
- Goldstein, Donald M.; Dillon, Katherine V.; Wenger, J. Michael (1994). D-Day: The Story and Photographs. McLean, VA: Brassey's. ISBN 0-02-881057-0.
- Government of Luxembourg. "Les Luxembourgeois de la "Brigade Piron"" [The Luxembourg "Brigade Piron"] (bằng tiếng Pháp). Bản gốc lưu trữ ngày 3 tháng 7 năm 2019. Truy cập ngày 28 tháng 11 năm 2020.
- Hastings, Max (2006) [1985]. Overlord: D-Day and the Battle for Normandy. New York: Vintage. ISBN 0-307-27571-X.
- Haswell, John (1979). The Intelligence and Deception of the D-Day Landings. Batsford. ISBN 978-0713421224.
- Meadows, Ian (2016). "South Africans in D-Day". South African Legion. Truy cập ngày 24 tháng 7 năm 2023.
- Horn, Bernd (2010). Men of Steel: Canadian Paratroopers in Normandy, 1944. Toronto, CA: Dundurn Press. ISBN 978-1-55488-708-8.
- Hughes, Thomas Alexander (2010). Overlord: General Pete Quesada and the Triumph of Tactical A. New York: Simon and Schuster. ISBN 978-1-43911-853-5.
- Lewis, Nigel (1990). Exercise Tiger: The Dramatic True Story of a Hidden Tragedy of World War II. New York: Prentice-Hall. ISBN 0-13-127796-0.
- Liedtke, Gregory (ngày 2 tháng 1 năm 2015). "Lost in the Mud: The (Nearly) Forgotten Collapse of the German Army in the Western Ukraine, March and April 1944". The Journal of Slavic Military Studies. Quyển 28 số 1. tr. 215–238. doi:10.1080/13518046.2015.998134. ISSN 1351-8046. S2CID 144324751.
- Margolian, Howard (1998). Conduct Unbecoming: The Story of the Murder of Canadian Prisoners of War in Normandy. Toronto: University of Toronto Press. ISBN 978-1-4426-7321-2. OCLC 431557826.
- "Normandy American Cemetery and Memorial". tracesofwar.com. Truy cập ngày 21 tháng 2 năm 2019.
- Pogue, Forrest C. (1954). "Chapter XIV: The Pursuit Stops Short of the Rhine". United States Army in World War II: European Theater of Operations: The Supreme Command. Washington, DC: Office of the Chief of Military History, Department of the Army. LCCN 53-61717.
- Shulman, Milton (2007) [1947]. Defeat in the West. Whitefish, Montana: Kessinger. ISBN 978-0-548-43948-7.
- Stacey, C.P. (1948). The Canadian Army 1939–45: A Historical Summary. Ottawa: Published by Authority of the Minister of National Defence.
- Stacey, C.P. (1960). The Victory Campaign, The Operations in North-West Europe 1944–1945 (PDF). Official History of the Canadian Army in the Second World War. Quyển III. Ottawa: Published by Authority of the Minister of National Defence. Bản gốc (PDF) lưu trữ ngày 21 tháng 12 năm 2020. Truy cập ngày 25 tháng 5 năm 2022.
- Staff. "Estimated Battle Casualties during the Normandy Invasion on ngày 6 tháng 6 năm 1944". www.britannica.com (bằng tiếng Anh). Truy cập ngày 3 tháng 5 năm 2022.
- Tamelander, Michael; Zetterling, Niklas (2003) [1995]. Avgörandets Ögonblick: Invasionen i Normandie [Determining the Decisive Moments: The Invasion of Normandy] (bằng tiếng Thụy Điển). Stockholm: Norstedts. ISBN 978-91-1-301204-9.
- US Department of the Navy, Naval History and Heritage Command. "D-Day, the Normandy Invasion, 6 – 25 June 1944". Frequently asked questions. Bản gốc lưu trữ ngày 24 tháng 11 năm 2010. Truy cập ngày 30 tháng 3 năm 2017.
- Viganò, Marino (1991). Il Ministero degli affari esteri e le relazioni internazionali della Repubblica Sociale Italiana (1943–1945). Milano: Jaca Book. ISBN 978-88-16-95081-8.
- Weinberg, Gerhard (1995) [1993]. A World at Arms: A Global History of World War II. Cambridge: Cambridge University Press. ISBN 978-0-521-55879-2.
- Whitmarsh, Andrew (2009). D-Day in Photographs. Stroud: History Press. ISBN 978-0-7524-5095-7.
- Williams, Jeffery (1988). The Long Left Flank: The Hard Fought Way to the Reich, 1944–1945. Toronto: Stoddart. ISBN 0-7737-2194-0.
- Williams, Paul (2013). Hitler's Atlantic Wall: Pas De Calais. Philadelphia: Casemate. ISBN 978-1-84884-817-7.
- Wilmot, Chester (1997) [1952]. The Struggle For Europe. Ware, Hertfordshire: Wordsworth Editions. ISBN 1-85326-677-9.
- Zaloga, Steven J (2013). The Devil's Garden: Rommel's Desperate Defense of Omaha Beach on D-Day. Harrisburg, PA: Stackpole Books. ISBN 978-0-8117-1228-6.
- Zaloga, Steven J (2015). Armored Champion: The Top Tanks of World War II. Mechanicsburg, PA: Stackpole Books. ISBN 978-0-8117-6113-0.
- Zetterling, Niklas (2000). Normandy 1944: German Military Organisation, Combat Power and Organizational Effectiveness. Winnipeg: J.J. Fedorowicz. ISBN 0-921991-56-8.
- Zuehlke, Mark (2004). Juno Beach: Canada's D-Day Victory: ngày 6 tháng 6 năm 1944. Vancouver: Douglas & McIntyre. ISBN 1-55365-050-6.